# Lista de mamíferos do Brasil
|  | Lista de anfíbios do Brasil |  | Lista de aves do Brasil |  | Lista de mamíferos do Brasil |  | Lista de peixes do Brasil |  | Lista de répteis do Brasil |  | Lista de dinossauros do Brasil |  |

Esta é uma lista das 711 espécies de mamíferos que ocorrem no Brasil.
- A lista têm como base Reis et al. (2011)[1] e Paglia et al. (2012)[2]; com adições de Gregorin et al. (2011),[3] Pavan et al. (2012),[4] Gualda-Barros et al. (2012),[5] Nogueira et al. (2012)[6] e Pontes et al. (2013).[7]
- Os nomes vernáculos são dispostos conforme a disponibilidade.
- Para sinônimos, subespécies e comentários taxonômicos, vide o artigo de cada espécie em particular.
- A lista inclui além das nativas, 6 espécies introduzidas citadas em Reis et al., 2011.

## Didelphimorphia
Família Didelphidae Gray, 1821 

Subfamília Glironiinae Voss & Jansa, 2009
- Glironia venusta Thomas, 1912 - cuíca

Subfamília Caluromyinae Kirsch & Reig, 1977

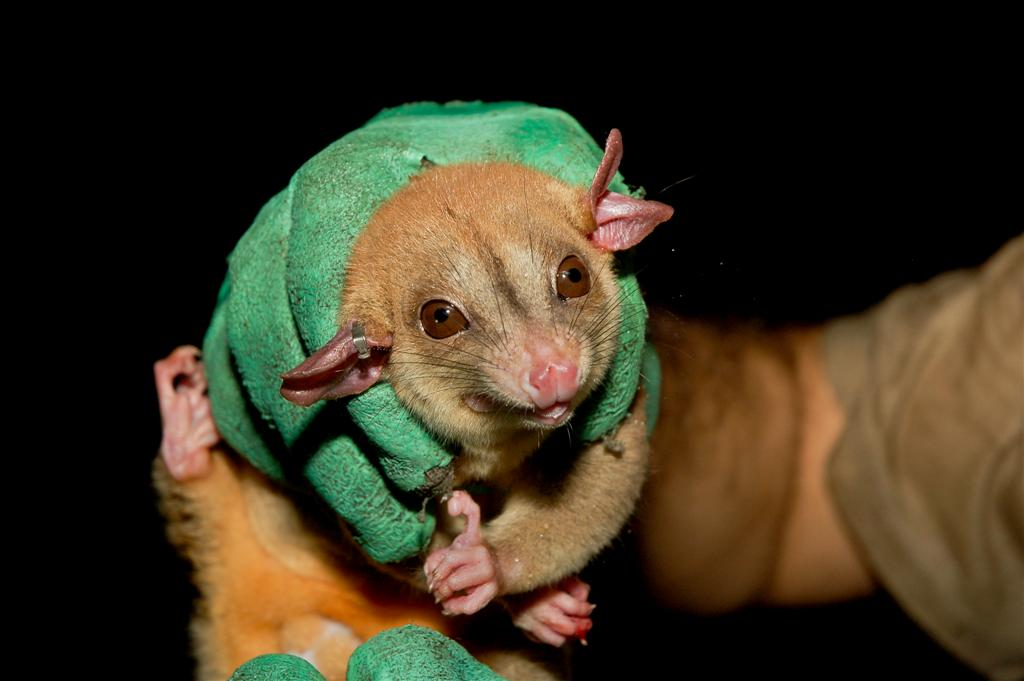
Caluromys philander

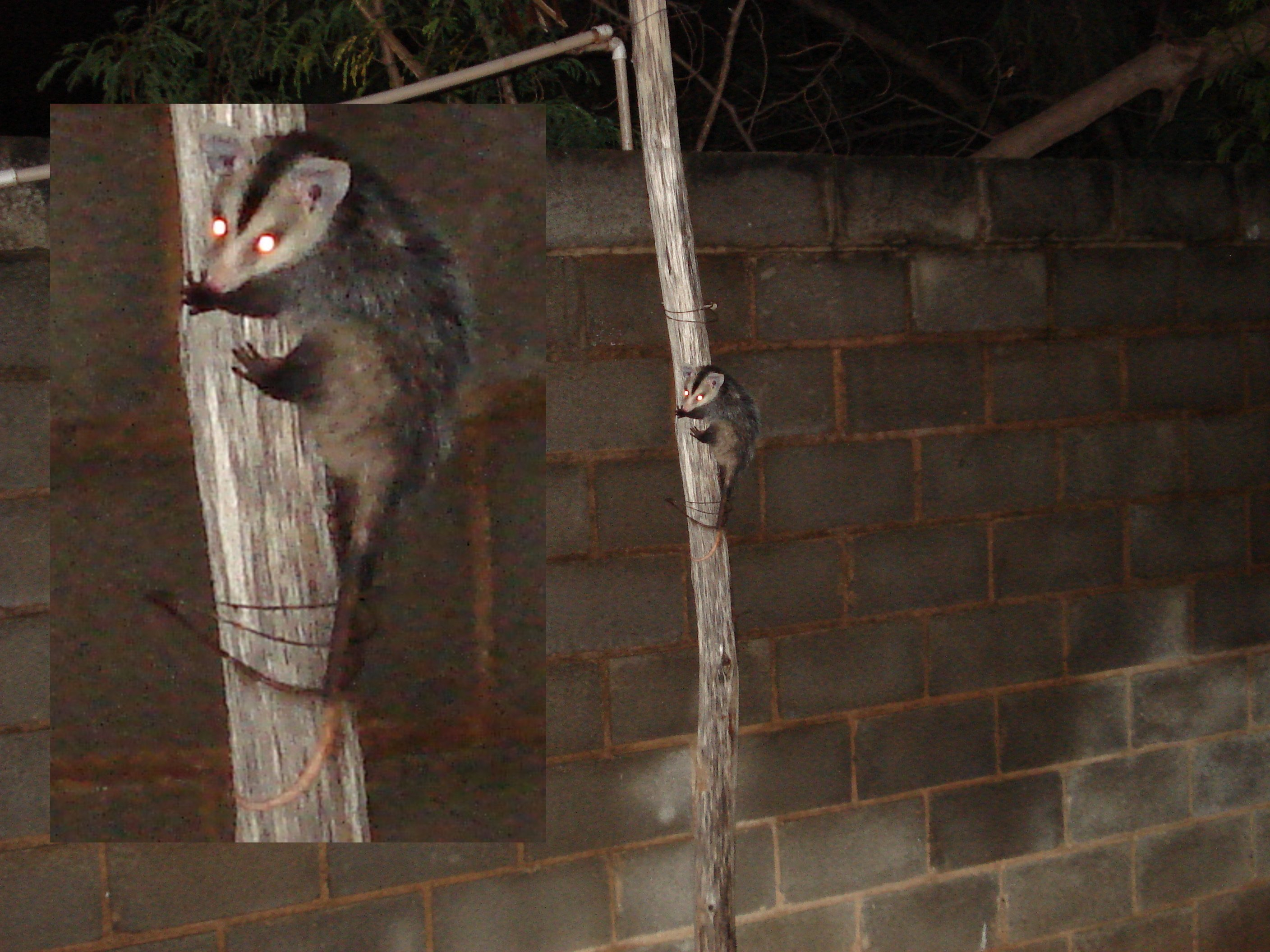
Didelphis albiventris

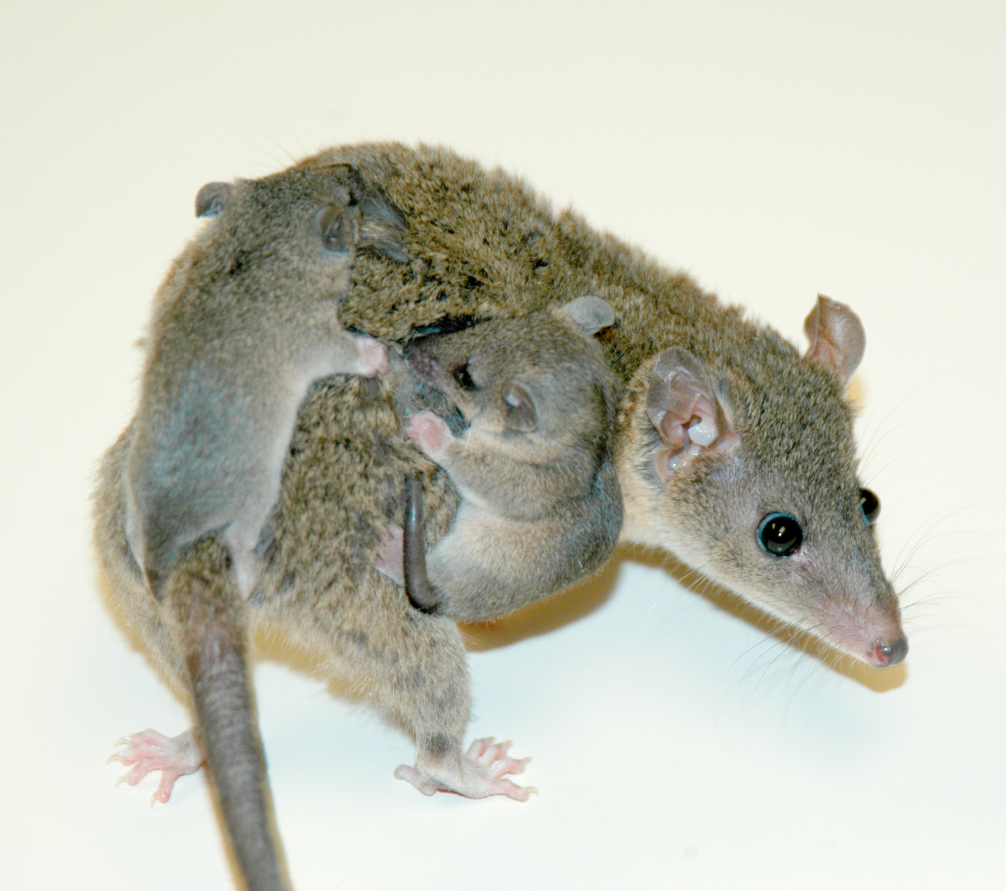
Monodelphis domestica

- Caluromys lanatus (Olfers, 1818) - cuíca-lanosa, gambazinho
- Caluromys philander (Linnaeus, 1758) - cuíca-lanosa
- Caluromysiops irrupta Sanborn, 1951 LC IUCN - cuíca, cuíca-de-colete

Subfamília Hyladelphinae Voss & Jansa, 2009
- Hyladelphys kalinowskii (Hershkovitz, 1992) - catita, guaiquica

Subfamília Didelphinae Gray, 1821
- Chironectes minimus (Zimmermann, 1780) - cuíca-d'água, chichica-d'água, mucura-d'água
- Cryptonanus agricolai (Moojen, 1943) - catita, guaiquica
- Cryptonanus chacoensis (Tate, 1931) - catita, guaiquica
- Cryptonanus guahybae (Tate, 1931) - catita, guaiquica
- Didelphis albiventris Lund, 1841 - gambá, gambá-de-orelha-branca, raposa, saruê, seriguê, micurê
- Didelphis aurita (Wied-Neuwied, 1826) - gambá, gambá-de-orelha-preta, raposa, saruê, seriguê
- Didelphis imperfecta Mondolfi & Pérez-Hernandez, 1984 - gambá, mucura, saruê
- Didelphis marsupialis Linnaeus, 1758 - gambá-comum, mucura, saruê
- Gracilinanus agilis (Burmeister, 1854) - catita, cuíca, cuiquinha, guaiquica
- Gracilinanus emiliae (Thomas, 1909) - catita, cuíca, guaiquica
- Gracilinanus microtarsus (Wagner, 1842) - catita, cuíca, cuíca-graciosa, guaiquica, guachica
- Lutreolina crassicaudata (Desmarest, 1804) - cuíca, cuíca-de-cauda-grossa
- Marmosa lepida (Thomas, 1888) - cuíca, marmosa
- Marmosa murina (Linnaeus, 1758) - cuíca, marmosa
- Marmosops bishopi (Pine, 1981) - cuíca
- Marmosops impavidus (Tschudi, 1845) - cuíca, marmosa
- Marmosops incanus (Lund, 1841) - cuíca, cuíca-pequena, catita
- Marmosops neblina Gardner, 1990 - cuíca, marmosa
- Marmosops noctivagus (Tschudi, 1845) - cuíca, marmosa, catita-noturna
- Marmosops ocellatus (Tate, 1931) - cuíca, marmosa
- Marmosops parvidens (Tate, 1931) - cuíca, marmosa
- Marmosops paulensis (Tate,1931) LC IUCN - cuíca, marmosa
- Marmosops pinheiroi (Pine, 1981) - cuíca, marmosa
- Metachirus nudicaudatus (É. Geoffroy, 1803) - cuíca-de-quatro-olhos, cuíca-marrom, cuíca-rabo-de-rato, jupati
- Micoureus constantiae (Thomas, 1904) - cuíca
- Micoureus demerarae (Thomas, 1905) - cuíca
- Micoureus paraguayanus (Tate, 1931) - cuíca, guaiquica-cinza
- Micoureus regina (Thomas, 1898) - cuíca
- Monodelphis americana (Müller, 1776) - catita, cuíca-de-três-listras
- Monodelphis arlindoi Pavan, Rossi & Schneider, 2012
- Monodelphis brevicaudata (Erxleben, 1777) - catita
- Monodelphis dimidiata (Wagner, 1847) - catita, guaiquica-anã
- Monodelphis domestica (Wagner, 1842) - catita, cuíca-de-rabo-curto
- Monodelphis emiliae (Thomas, 1912) - cuíca
- Monodelphis glirina (Wagner, 1842)  - catita
- Monodelphis iheringi (Thomas, 1888) - catita, guaiquica-listrada
- Monodelphis kunsi Pine, 1975 - catita
- Monodelphis maraxina Thomas, 1923 - catita
- Monodelphis rubida (Thomas, 1899) - catita
- Monodelphis scalops (Thomas, 1888) - catita
- Monodelphis sorex (Hensel, 1872) - catita
- Monodelphis theresa Thomas, 1921 - catita
- Monodelphis touan (Shaw, 1800)
- Monodelphis umbristriata (Miranda-Ribeiro, 1936) - catita
- Monodelphis unistriata (Wagner, 1842) - catita
- Philander andersoni (Osgood, 1913) - cuíca-negra-de-quatro-olhos
- Philander frenatus (Olfers, 1818) - cuíca-cinza-de-quatro-olhos, gambá-cinza-de-quatro-olhos, cuíca-verdadeira
- Philander mcilhennyi Gardner & Patton, 1972 - cuíca-de-quatro-olhos
- Philander opossum (Linnaeus, 1758) - cuíca-verdadeira
- Thylamys karimii (Petter, 1968) - catita
- Thylamys macrurus (Olfers, 1818) NT IUCN - catita
- Thylamys velutinus (Wagner, 1842) LC IUCN - catita-anã-de-rabo-gordo

## Sirenia

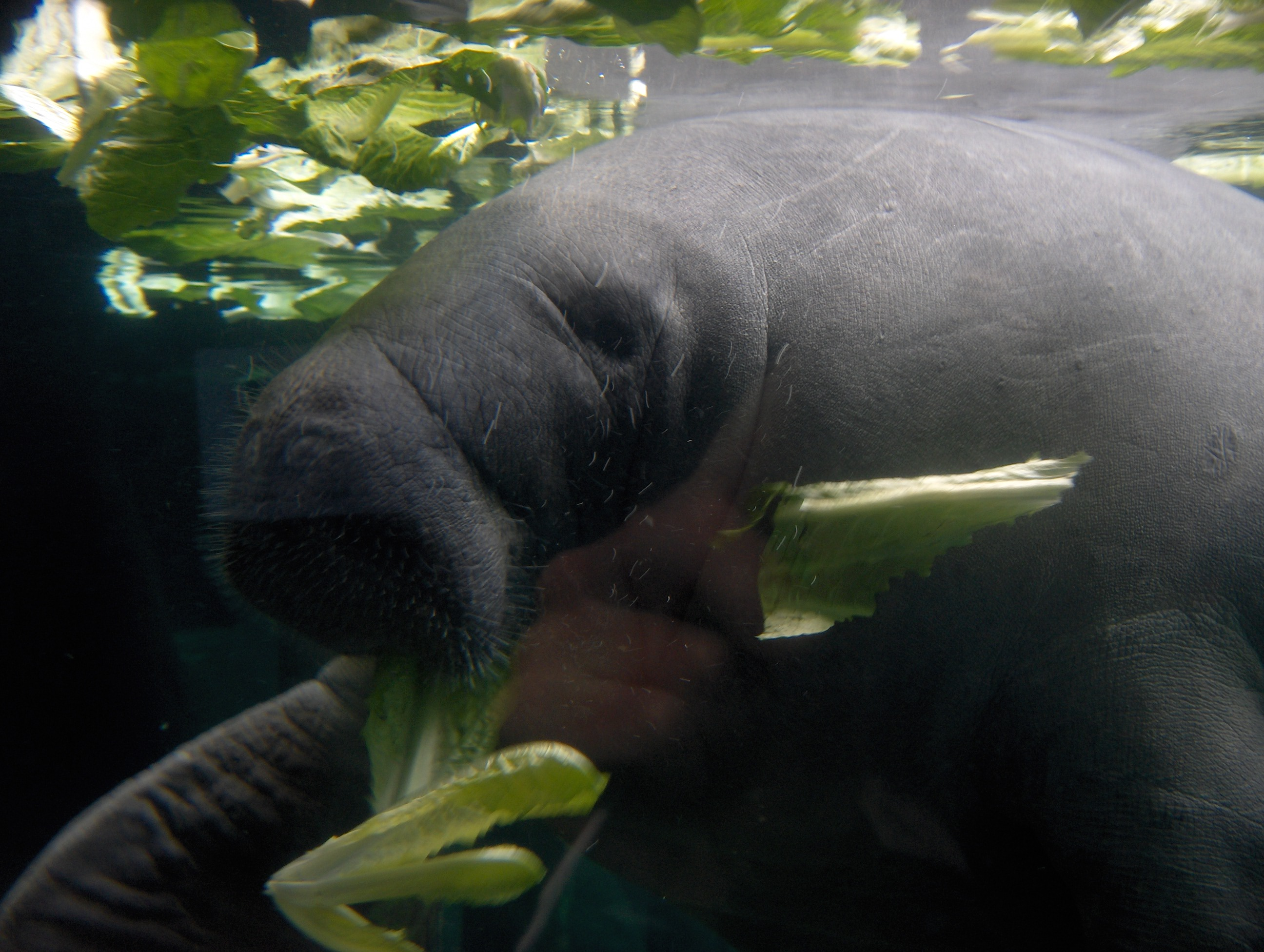
Trichechus inunguis

Família Trichechidae Gill, 1872
- Trichechus inunguis (Natterer, 1883) VU IUCN - Peixe-boi-amazônico
- Trichechus manatus (Linnaeus, 1758) VU IUCN - Peixe-boi-marinho

## Cingulata
Família Dasypodidae Gray, 1821

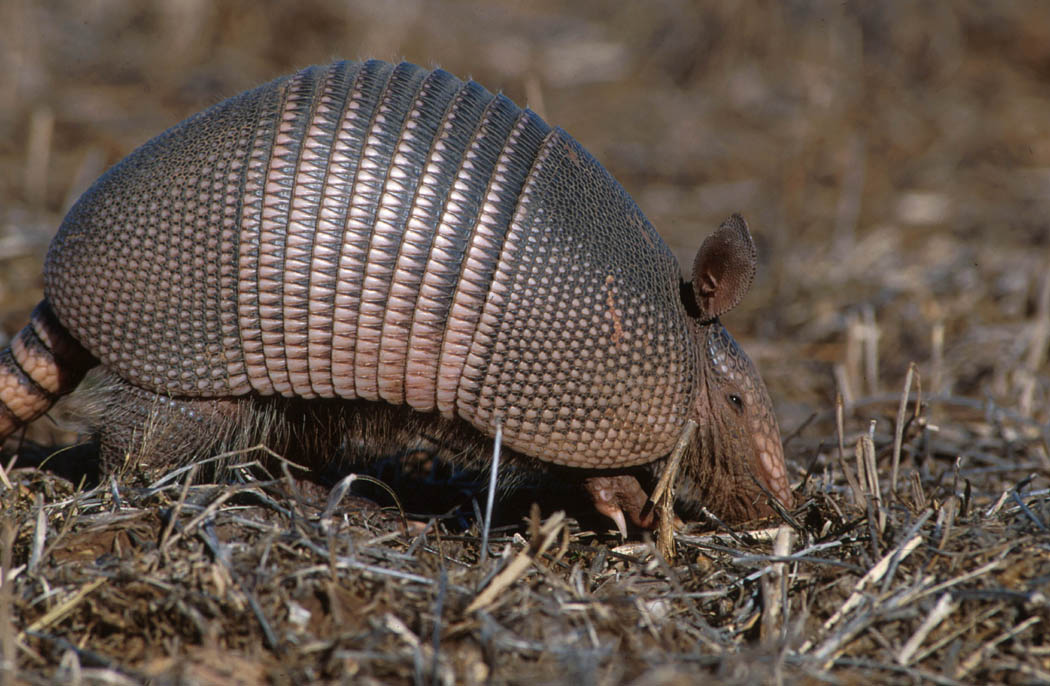
Dasypus novemcinctus

- Cabassous chacoensis Wetzel, 1980 NT IUCN - tatu-de-rabo-mole-do-chaco
- Cabassous tatouay (Desmarest, 1804) LC IUCN - tatu-de-rabo-mole-grande
- Cabassous unicinctus (Linnaeus, 1758) LC IUCN - tatu-de-rabo-mole-pequeno, tatu-rabo-de-couro
- Dasypus hybridus (Desmarest, 1804) NT IUCN - tatu-mulita
- Dasypus kappleri Krauss, 1862 LC IUCN - tatu-de-quinze-quilos
- Dasypus novemcinctus Linnaeus, 1758 LC IUCN - tatu-galinha
- Dasypus septemcinctus Linnaeus, 1758 LC IUCN - tatu-mirim, tatuí, tatu-china
- Euphractus sexcinctus (Linnaeus, 1758) LC IUCN - tatu-peba, tatu-peludo
- Priodontes maximus (Kerr, 1792) VU IUCN - tatu-canastra, tatuaçu
- Tolypeutes matacus (Desmarest, 1804) NT IUCN - tatu-bola
- Tolypeutes tricinctus (Linnaeus, 1758) VU IUCN - tatu-bola-da-caatinga, tatu-bola

## Pilosa
Família Cyclopedidae Pocock, 1924
- Cyclopes didactylus (Linnaeus, 1758) LC IUCN - tamanduaí

Família Myrmecophagidae Gray, 1825

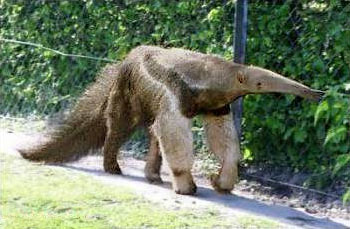
Myrmecophaga tridactyla

- Myrmecophaga tridactyla Linnaeus, 1758 VU IUCN - tamanduá-bandeira, tamanduá-açu
- Tamandua tetradactyla (Linnaeus, 1758) LC IUCN - tamanduá-mirim, mixila, tamanduá-de-colete

Família Bradypodidae Gray, 1821
- Bradypus torquatus Illiger, 1811 VU IUCN - preguiça-de-coleira

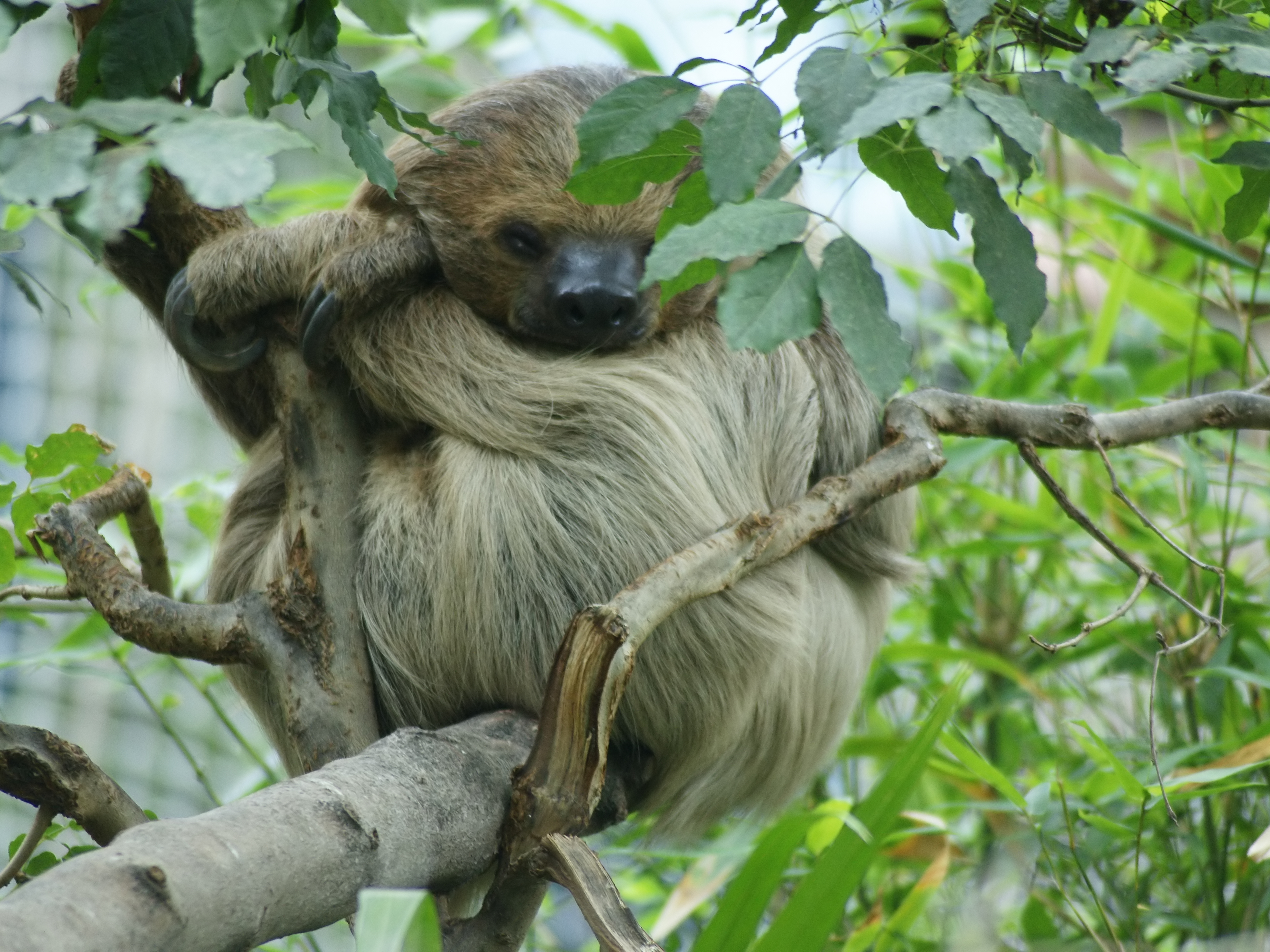
Choloepus didactylus

- Bradypus tridactylus Linnaeus, 1758 LC IUCN - preguiça-de-três-dedos, preguiça-de-garganta-amarela
- Bradypus variegatus Schinz, 1825 LC IUCN - preguiça-comum, preguiça-marmota, preguiça-de-pescoço-marrom

Família Megalonychidae Ameghino, 1889
- Choloepus hoffmanni Peters, 1858 LC IUCN - preguiça-de-hoffmann, preguiça-real, unau
- Choloepus didactylus (Linnaeus, 1758) LC IUCN - preguiça-real, unau

## Primates
Família Cebidae Bonaparte, 1821

Subfamília Callitrichinae Gray, 1821

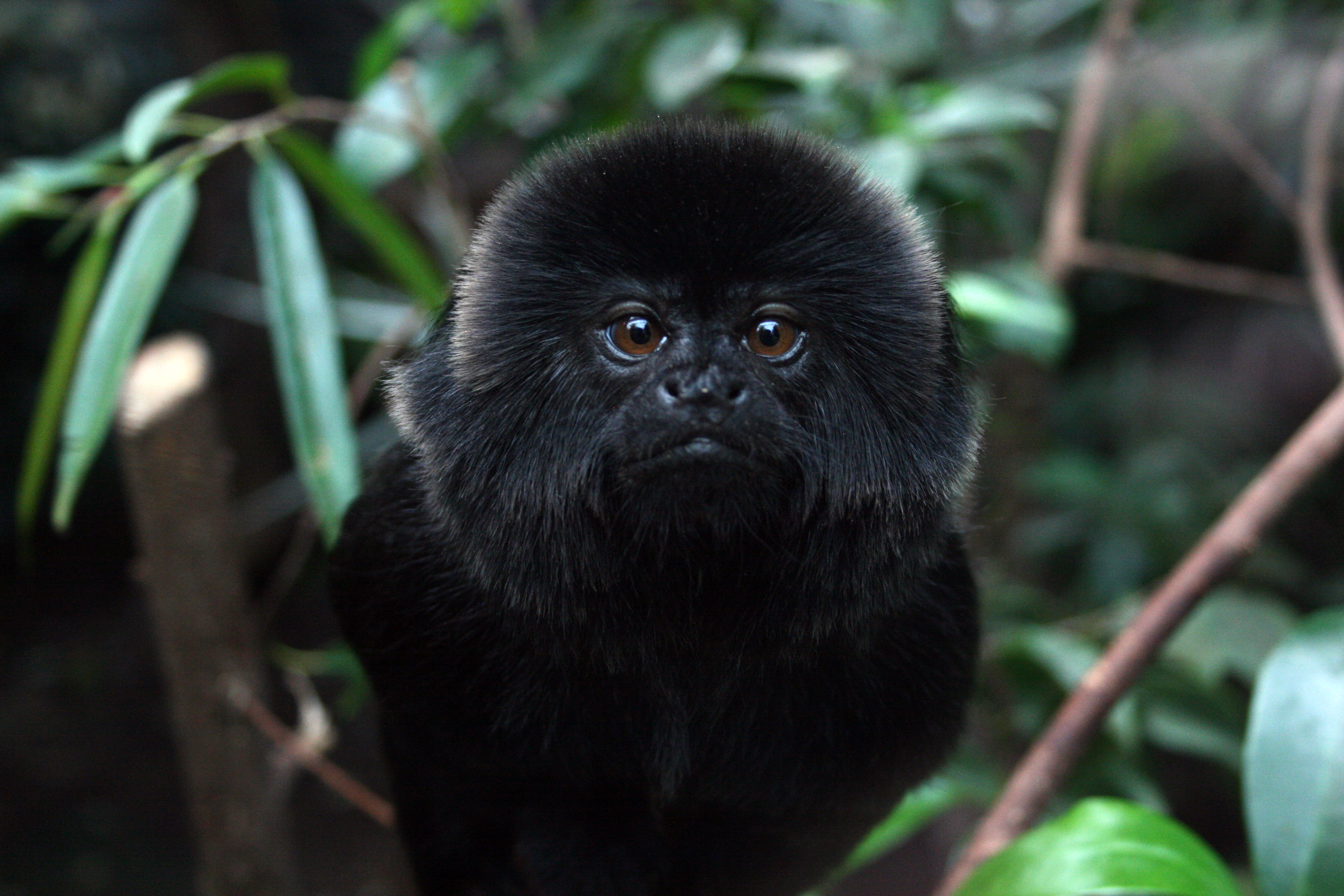
Callimico goeldii

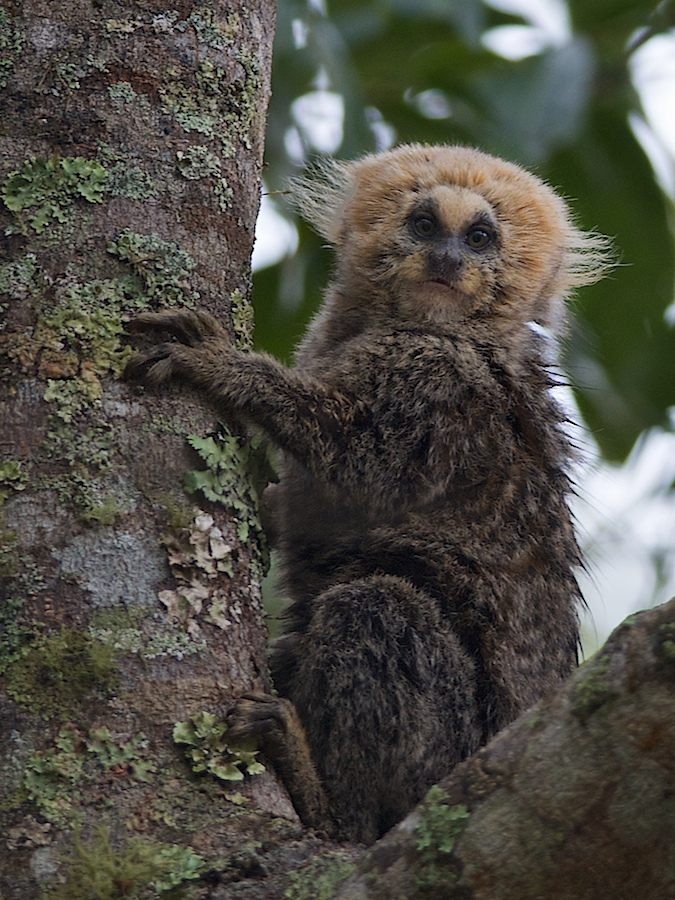
Callithrix flaviceps

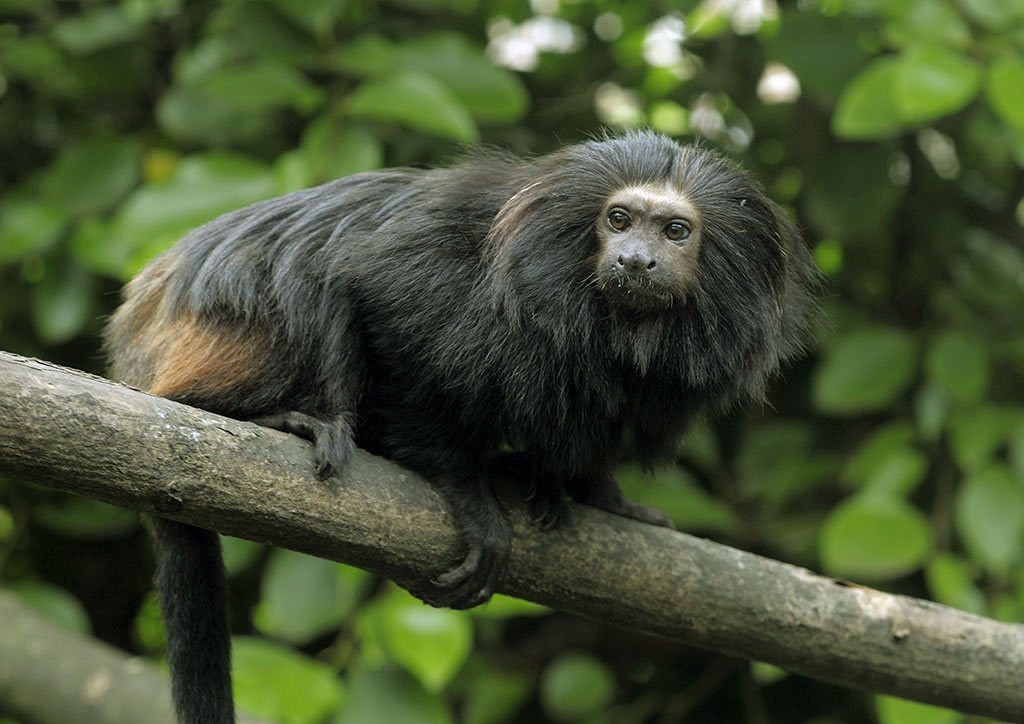
Leontopithecus chrysopygus

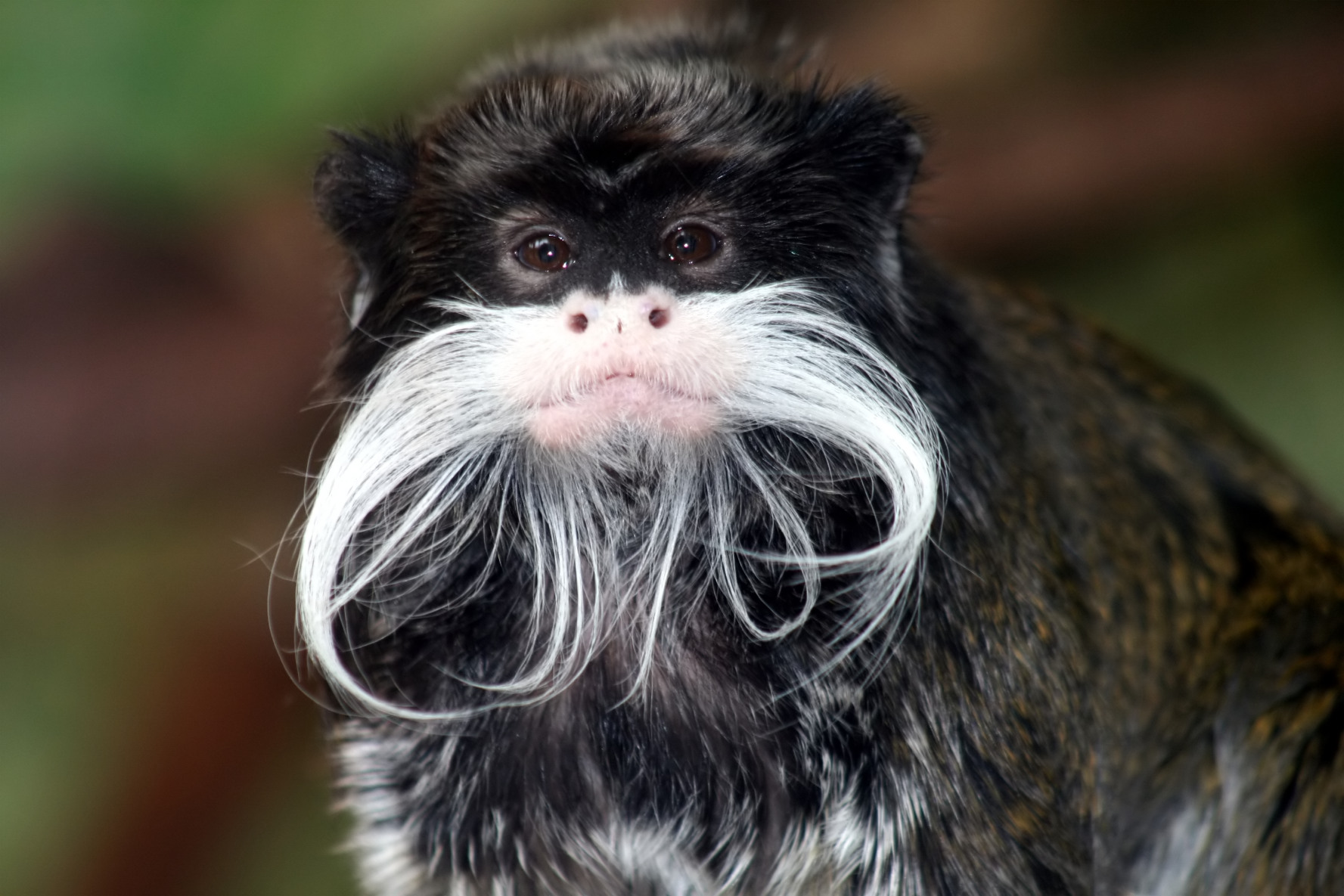
Saguinus imperator

- Callibella humilis (M. van Roosmalen, T. van Roosmalen, Mittermeier & Fonseca, 1998) VU IUCN - sagui-anão
- Callimico goeldii (Thomas, 1904) VU IUCN - sagui-de-goeldi
- Callithrix aurita (E. Geoffroy, 1812) VU IUCN - sagui-da-serra-escuro
- Callithrix flaviceps (Thomas, 1903) EN IUCN - sagui-da-serra
- Callithrix geoffroyi (Humboldt, 1812) LC IUCN - sagui-de-cara-branca
- Callithrix jacchus (Linnaeus, 1758) LC IUCN - sagui-de-tufos-brancos
- Callithrix kuhlii Coimbra-Filho, 1985 NT IUCN - sagui-de-wied
- Callithrix penicillata (E. Geoffroy, 1812) LC IUCN - sagui-de-tufos-pretos, mico-estrela
- Cebuella pygmaea (Spix, 1823) LC IUCN - sagui-leãozinho
- Leontopithecus caissara Lorini & Persson, 1990 CR IUCN - mico-leão-de-cara-preta
- Leontopithecus chrysomelas (Kuhl, 1820) EN IUCN - mico-leão-de-cara-dourada
- Leontopithecus chrysopygus (Mikan, 1823) EN IUCN - mico-leão-preto
- Leontopithecus rosalia (Linnaeus, 1766) EN IUCN - mico-leão-dourado
- Mico acariensis (M. van Roosmalen, T. van Roosmalen, Mittermeier & Rylands, 2000) DD IUCN
- Mico argentatus (Linnaeus, 1771) LC IUCN - sagui-branco
- Mico chrysoleucus (Wagner, 1842) DD IUCN
- Mico emiliae (Thomas, 1920) DD IUCN
- Mico humeralifer (E. Geoffroy, 1812) DD IUCN
- Mico intermedius (Hershkovitz, 1977) LC IUCN
- Mico leucippe (Thomas, 1922) VU IUCN
- Mico manicorensis (M. van Roosmalen, T. van Roosmalen, Mittermeier & Rylands, 2000) (NR) - sagui-de-manicoré
- Mico marcai (Alperin, 1993) DD IUCN - sagui-de-marca
- Mico mauesi (Mittermeier, M. Schwarz & Ayres, 1992) LC IUCN - sagui-de-maués
- Mico melanurus (E. Geoffroy, 1812) LC IUCN - sagui-de-rabo-preto
- Mico nigriceps (Ferrari & Lopes, 1992) DD IUCN - sagui-de-cabeça-preta
- Mico rondoni Ferrari, Sena, Schneider & Silva, 2010 VU IUCN - sagui-de-rondônia
- Mico saterei (Silva & Noronha, 1998) LC IUCN - sagui-de-sateré
- Saguinus bicolor (Spix, 1823) EN IUCN - sagui-de-coleira
- Saguinus fuscicollis (Spix, 1823) LC IUCN - sagui-de-cara-suja
- Saguinus fuscus (Lesson, 1840) (NR)
- Saguinus imperator (Goeldi, 1907) LC IUCN - Sagui-imperador
- Saguinus inustus (Schwartz, 1951) LC IUCN
- Saguinus labiatus (E. Geoffroy, 1812) LC IUCN - sagui-de-bigode
- Saguinus martinsi (Thomas, 1912) LC IUCN
- Saguinus midas (Linnaeus, 1758) LC IUCN - sagui-de-mão-dourada
- Saguinus mystax (Spix, 1823) LC IUCN - sagui-de-bigode-branco
- Saguinus niger (E. Geoffroy, 1803) VU IUCN - sagui-una
- Saguinus nigricollis (Spix, 1823) LC IUCN
- Saguinus weddelli (Deville, 1849) (NR)

Subfamília Cebinae Bonaparte, 1841
- Cebus albifrons (Humboldt, 1812) - caiarara
- Cebus kaapori Queiroz, 1992 CR IUCN - caiarara-kaapor
- Cebus olivaceus Schomburgk, 1848 - caiarara
- Cebus unicolor Spix, 1823 - caiarara
- Sapajus apella (Linnaeus, 1758) - macaco-prego
- Sapajus cay Illiger, 1815 LC IUCN - macaco-prego
- Sapajus flavius (Schreber, 1774) CR IUCN - macaco-prego-galego
- Sapajus libidinosus Spix, 1823 - macaco-prego
- Sapajus macrocephalus Spix, 1823 - macaco-prego
- Sapajus nigritus (Goldfuss, 1809) - macaco-prego

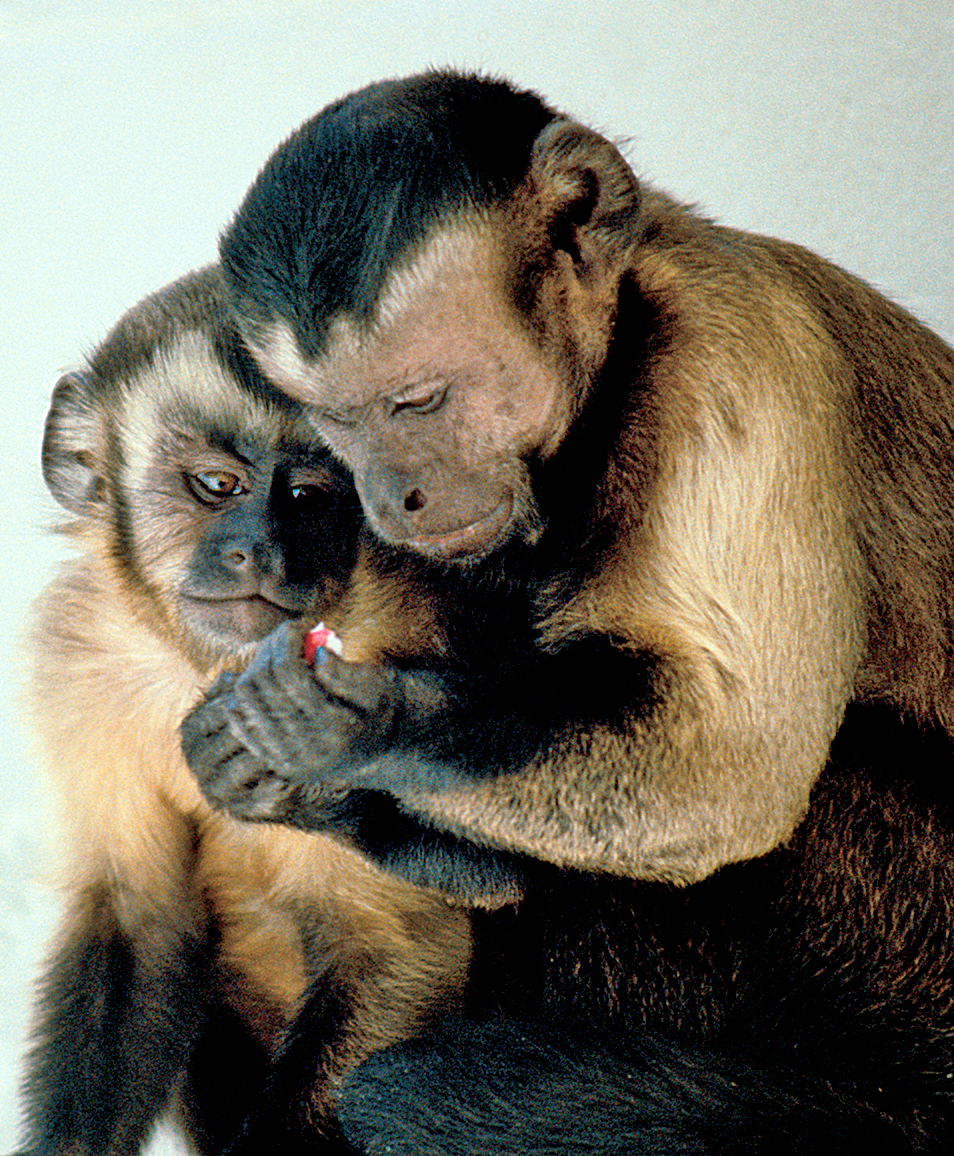
Sapajus libidinosus

- Sapajus robustus Kuhl, 1820 EN IUCN - macaco-prego-de-crista
- Sapajus xanthosternos Wied-Neuwied, 1826 CR IUCN - macaco-prego-do-peito-amarelo

Subfamília Saimiriinae Miller, 1912
- Saimiri boliviensis (I. Geoffroy & Blainville, 1834) - macaco-de-cheiro
- Saimiri cassiquiarensis (Lesson, 1840) - macaco-de-cheiro
- Saimiri collinsi Osgood, 1916 - macaco-de-cheiro
- Saimiri macrodon Elliot, 1907 - macaco-de-cheiro
- Saimiri sciureus (Linnaeus, 1758) - macaco-de-cheiro
- Saimiri ustus (I. Geoffroy, 1843) - macaco-de-cheiro
- Saimiri vanzolinii Ayres, 1985 VU IUCN - macaco-de-cheiro

Família Aotidae Elliot, 1913
- Aotus azarae (Humboldt, 1811) - macaco-da-noite
- Aotus infulatus (Kuhl, 1920) - macaco-da-noite
- Aotus nancymaae Hershkovitz, 1983 - macaco-da-noite
- Aotus nigriceps Dollman, 1909 - macaco-da-noite
- Aotus trivirgatus (Humboldt, 1811) - macaco-da-noite
- Aotus vociferans (Spix, 1823) - macaco-da-noite

Família Pitheciidae Mivart, 1865

Subfamília Callicebinae Pocock, 1925

- Callicebus baptista Lönnberg, 1939

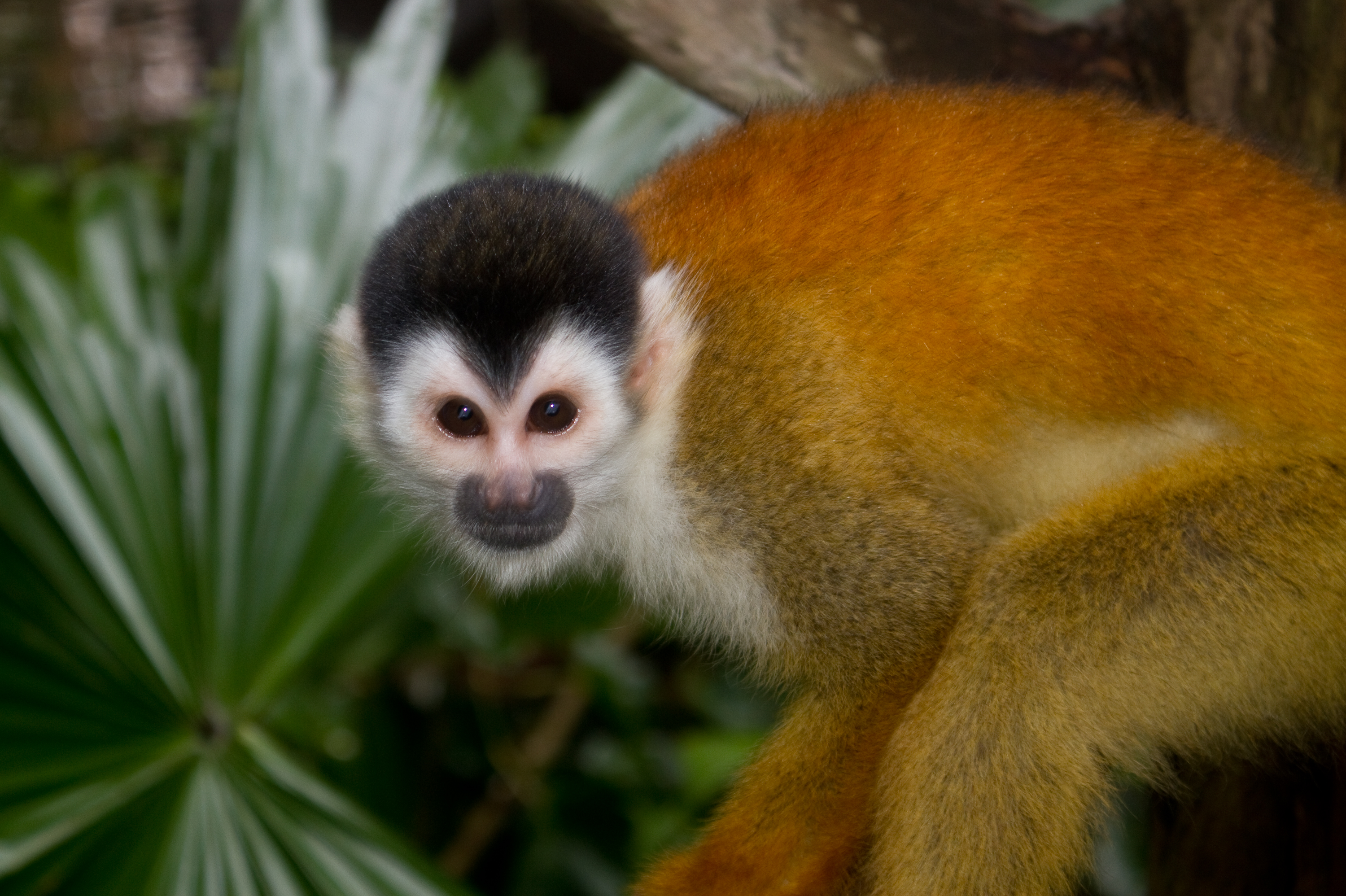
Saimiri boliviensis

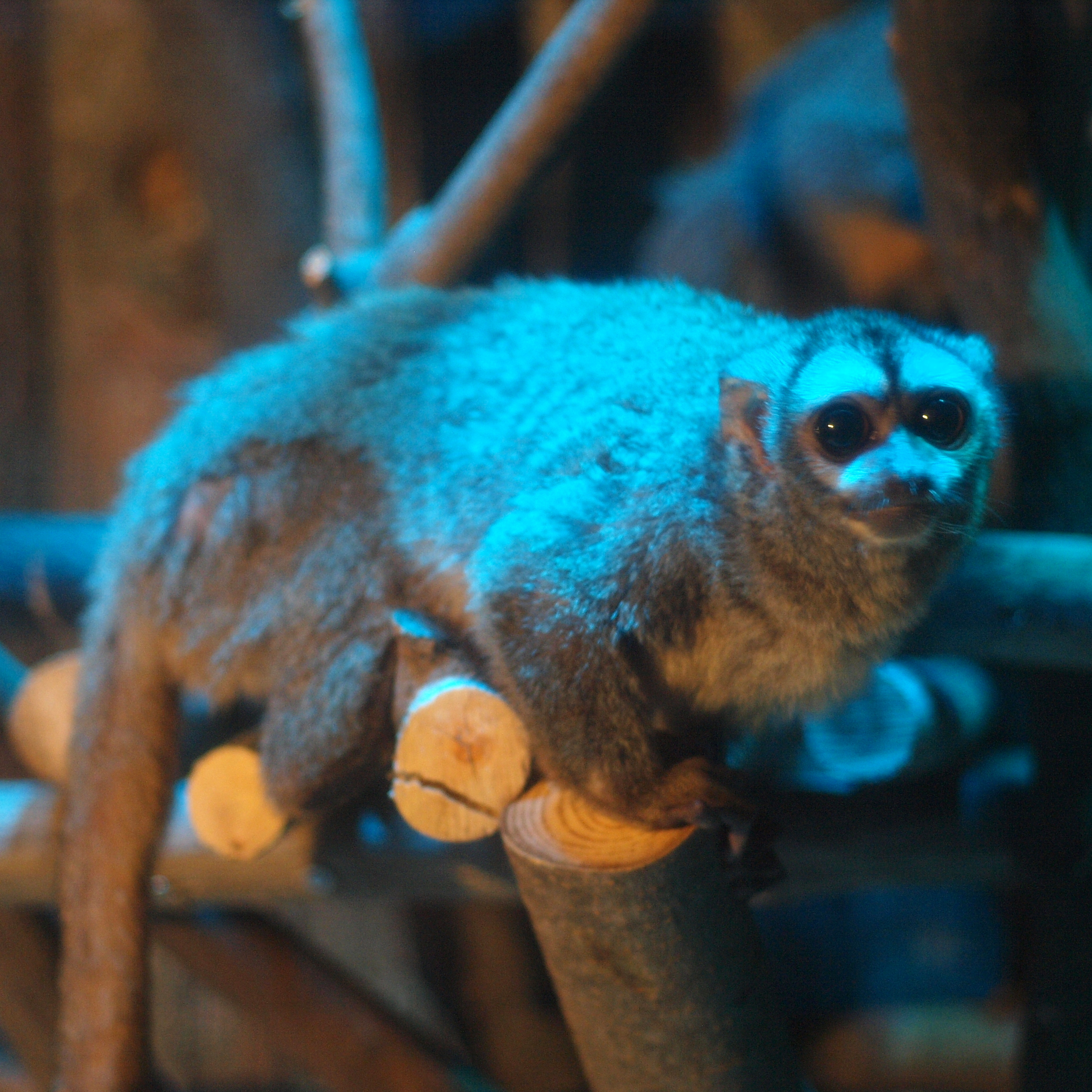
Aotus trivirgatus

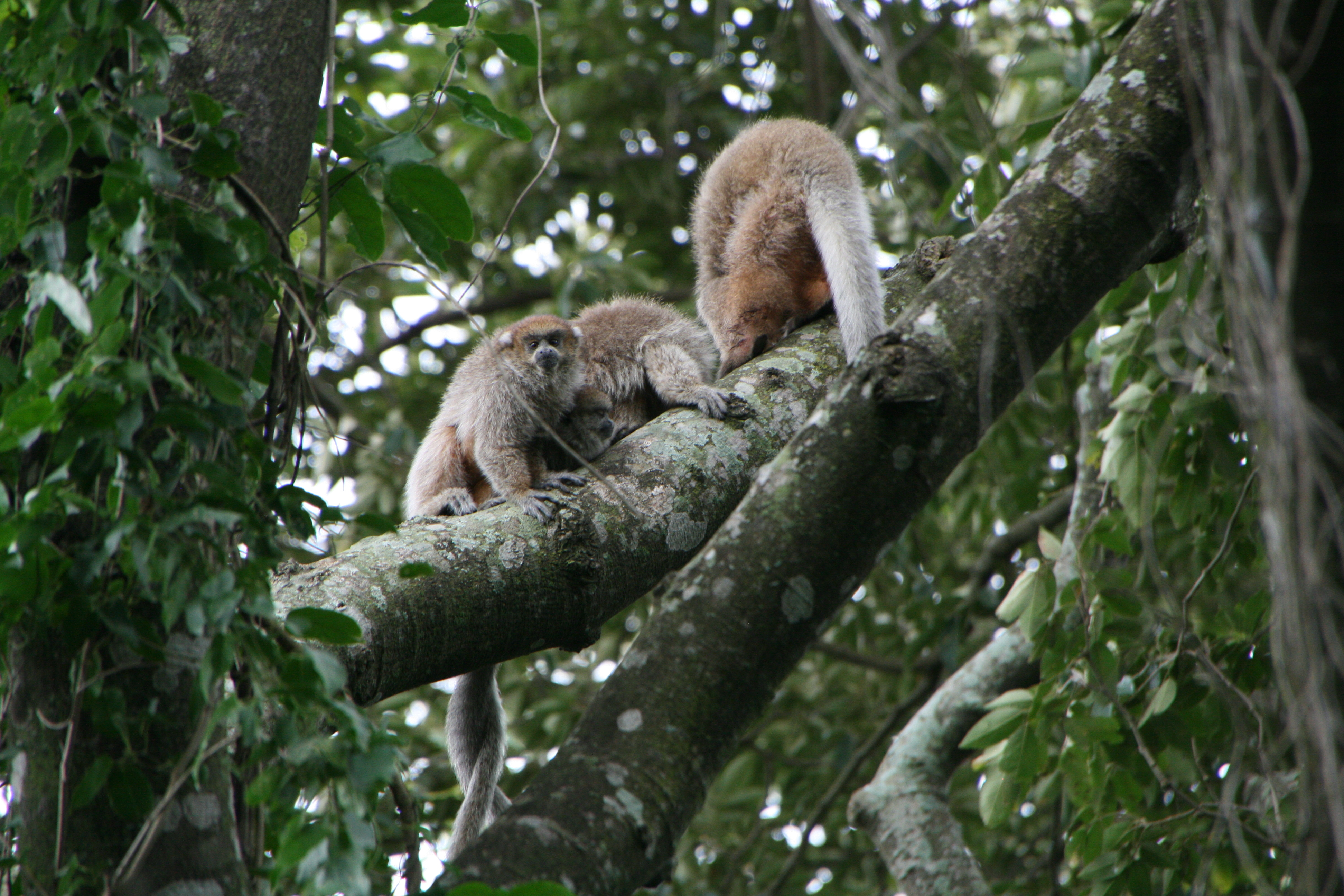
Callicebus donacophilus

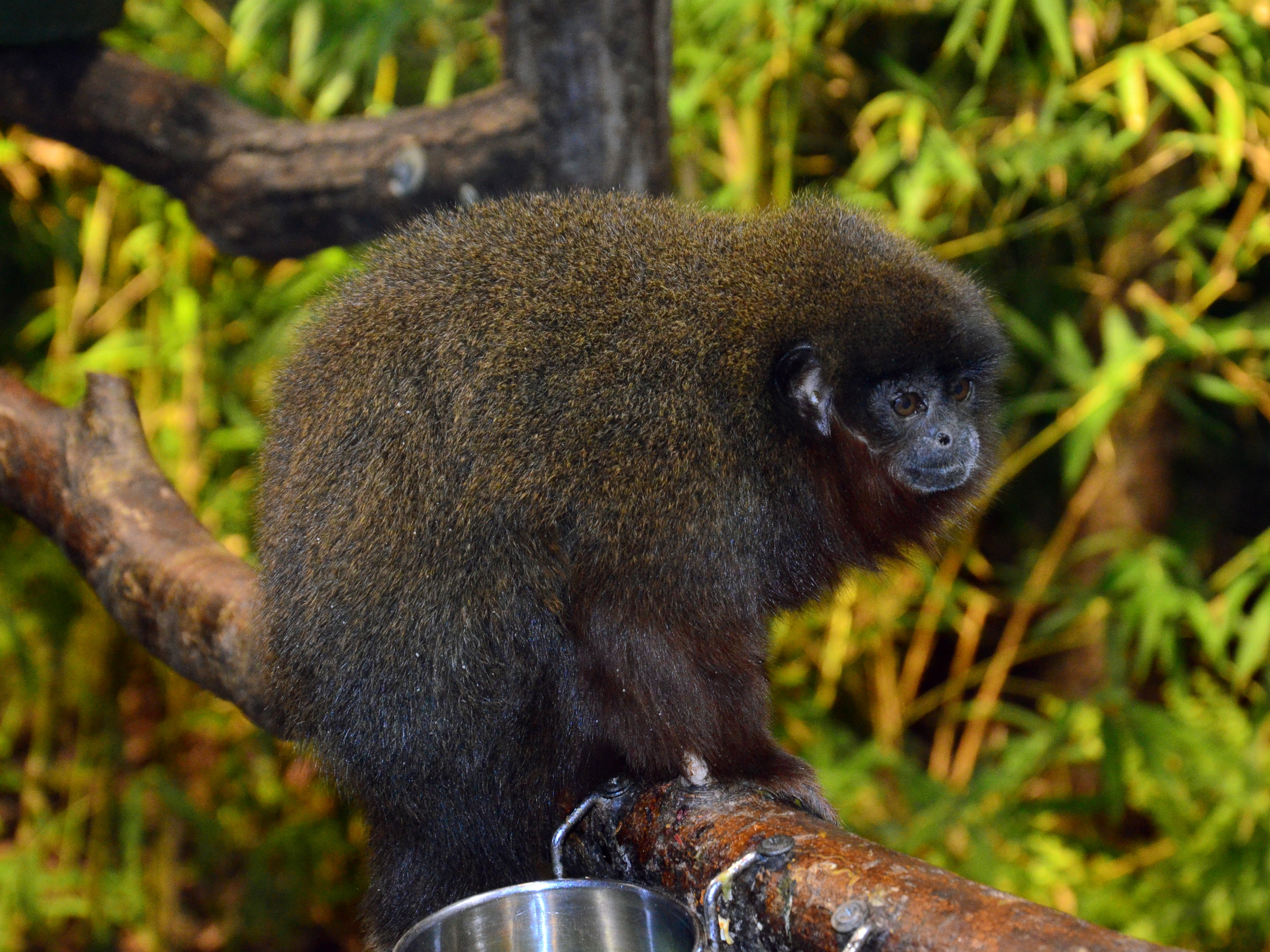
Callicebus cupreus

- Callicebus barbarabrownae Hershkovitz, 1990
- Callicebus bernhardi M. van Roosmalen, T. van Roosmalen & Mittermeier, 2000
- Callicebus brunneus (Wagner, 1842)
- Callicebus caligatus (Wagner, 1842)
- Callicebus cinerascens (Spix, 1823)
- Callicebus coimbrai Kobayashi & Langguth, 1999 - guigó-de-coimbra-filho
- Callicebus cupreus (Spix, 1823)
- Callicebus donacophilus (d'Orbigny, 1836)
- Callicebus dubius Hershkovitz, 1988
- Callicebus hoffmannsi Thomas, 1908
- Callicebus lucifer Thomas, 1914
- Callicebus lugens (Humboldt, 1811)
- Callicebus melanochir (Wied-Neuwied, 1820)
- Callicebus moloch (Hoffmannsegg, 1807)
- Callicebus nigrifrons (Spix, 1823)
- Callicebus pallescens Thomas, 1907
- Callicebus personatus (E. Geoffroy, 1812)
- Callicebus purinus Thomas, 1927
- Callicebus regulus Thomas, 1927
- Callicebus stephennashi M. van Roosmalen, T. van Roosmalen & Mittermeier, 2002
- Callicebus torquatus (Hoffmannsegg, 1807) - sauí-de-coleira
- Callicebus vieirai Gualda-Barros, Nascimento & Amaral, 2012

Subfamília Pitheciinae Mivart, 1865

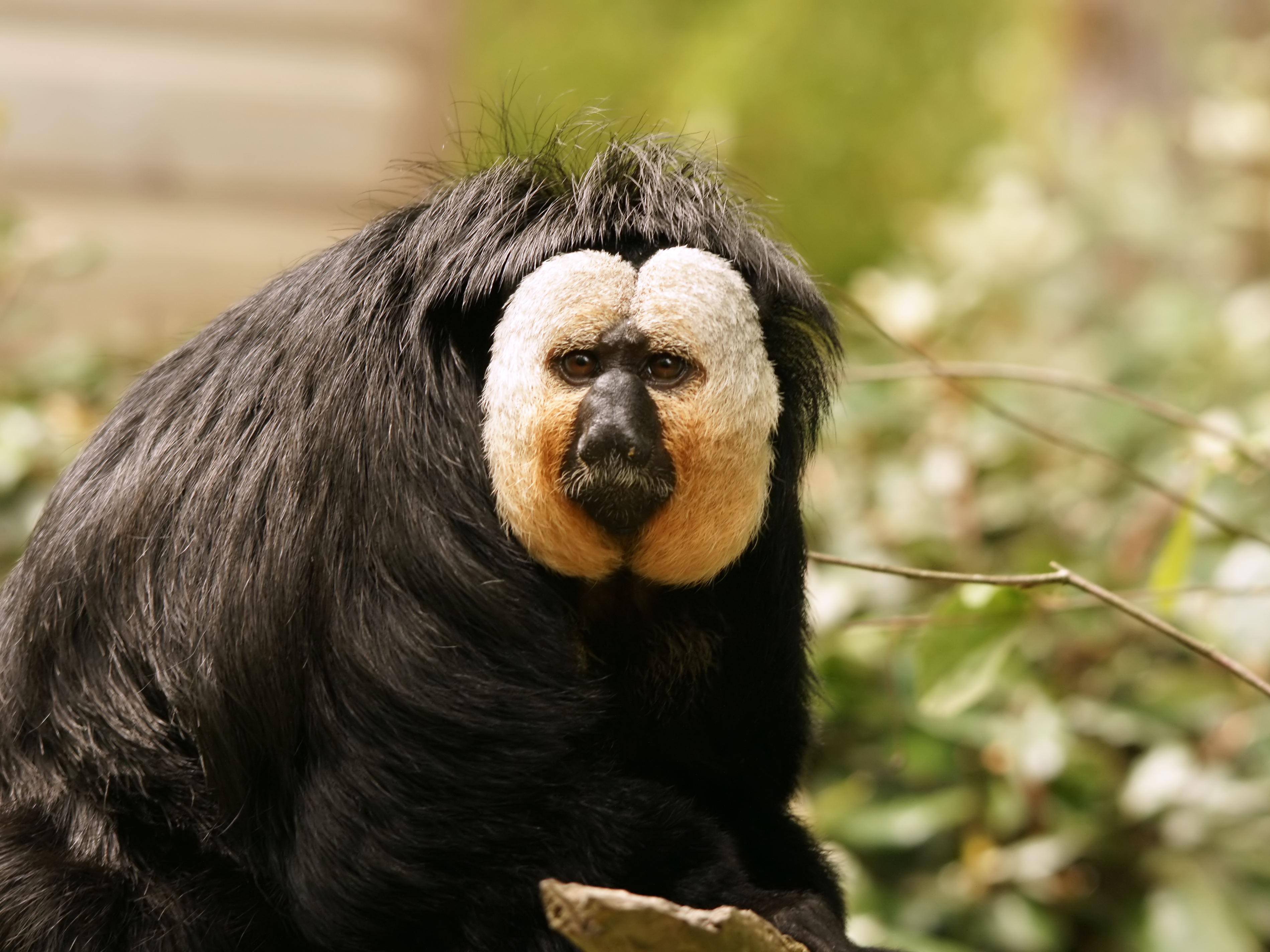
Pithecia pithecia

- Cacajao ayresi Boubli, da Silva, Amado, Hrbek, Pontual & Farias, 2008 - uacari-preto
- Cacajao calvus (I. Geoffroy, 1847) - uacari-branco
- Cacajao hosomi Boubli, da Silva, Amado, Hrbek, Pontual & Farias, 2008 - uacari-preto
- Cacajao melanocephalus (Humboldt, 1812) - uacari-preto
- Chiropotes albinasus (I. Geoffroy & Deville, 1848) - cuxiú-de-nariz-branco
- Chiropotes chiropotes (Humboldt, 1811) - cuxiú
- Chiropotes sagulatus (Trail, 1821) - cuxiú-de-humboldt
- Chiropotes satanas (Hoffmannsegg, 1807) - cuxiú-preto
- Chiropotes utahickae Hershkovitz, 1985 - cuxiú-de-uta-hick
- Pithecia albicans Gray, 1860 - parauacú-branco
- Pithecia irrorata Gray, 1842 - parauacú
- Pithecia monachus (E. Geoffroy, 1812) - parauacú
- Pithecia pithecia (Linnaeus, 1766) - parauacú-preto

Família Atelidae Gray, 1825

Subfamília Alouattinae Trouessart, 1897

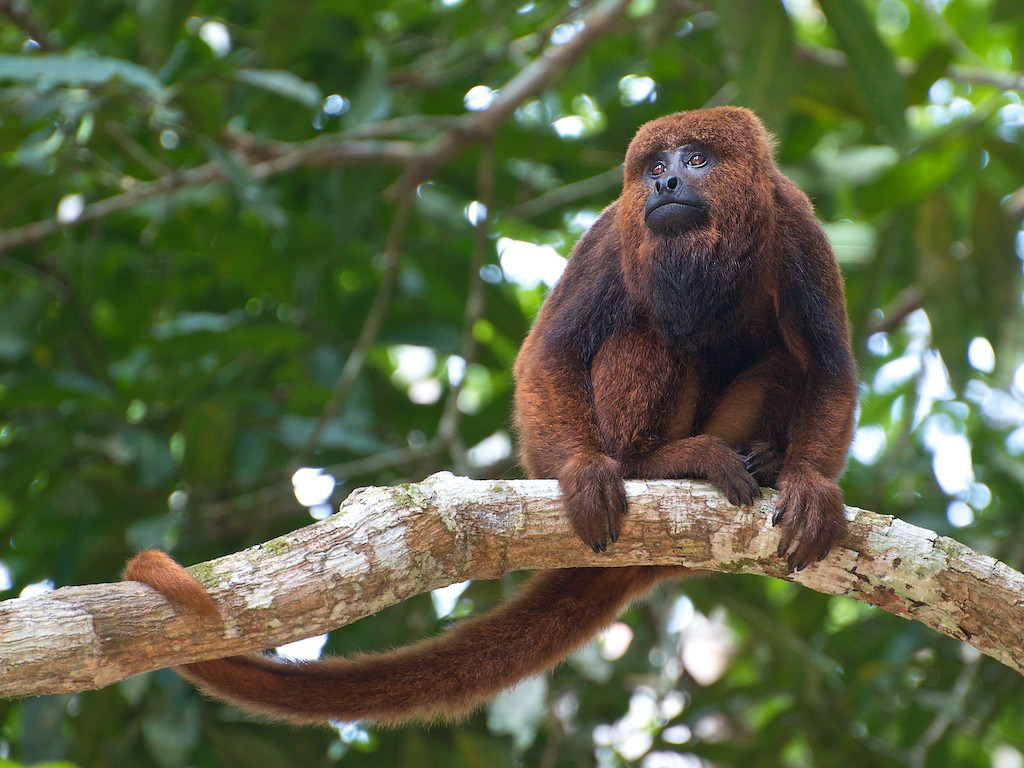
Alouatta guariba

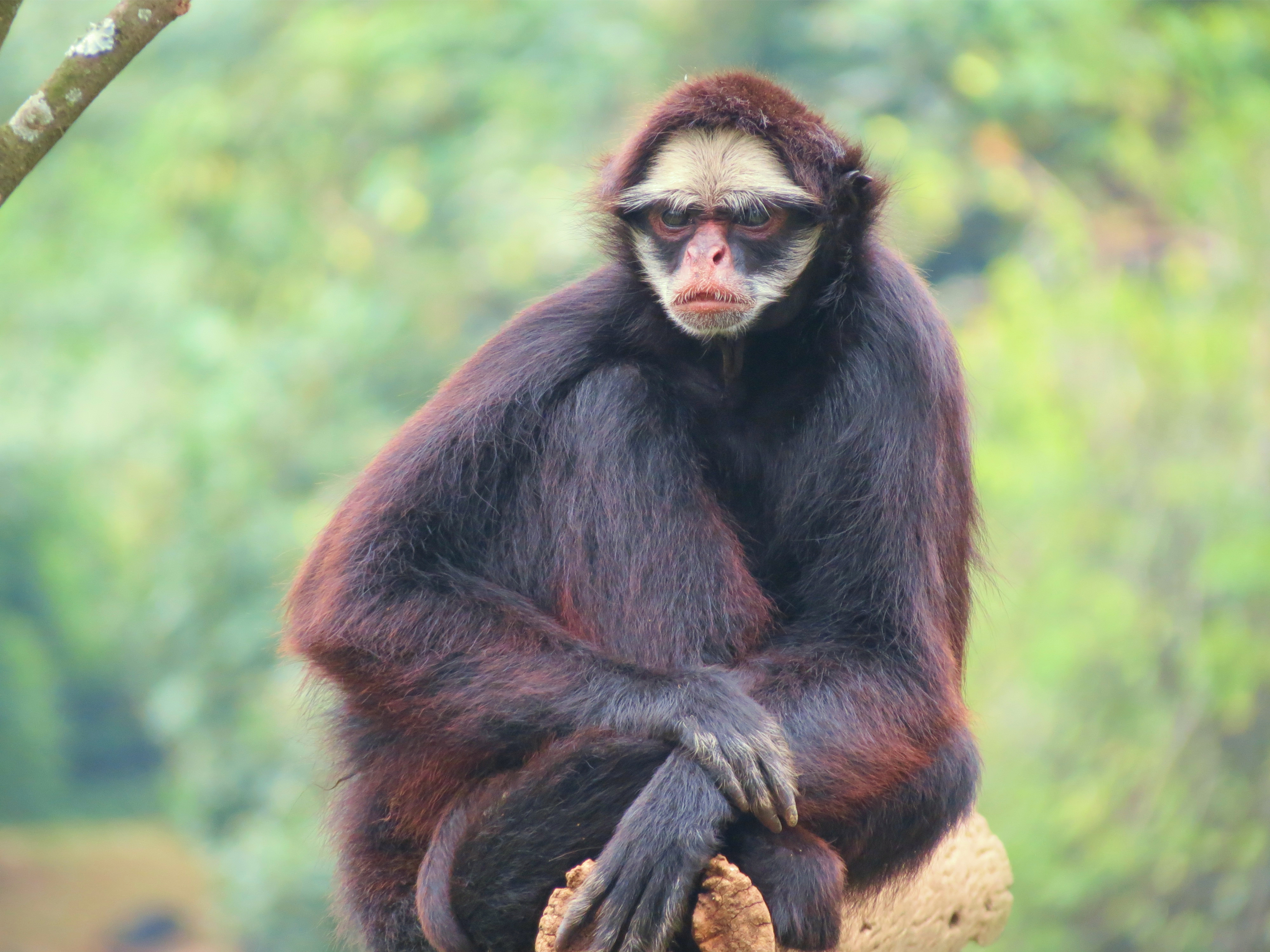
Ateles marginatus

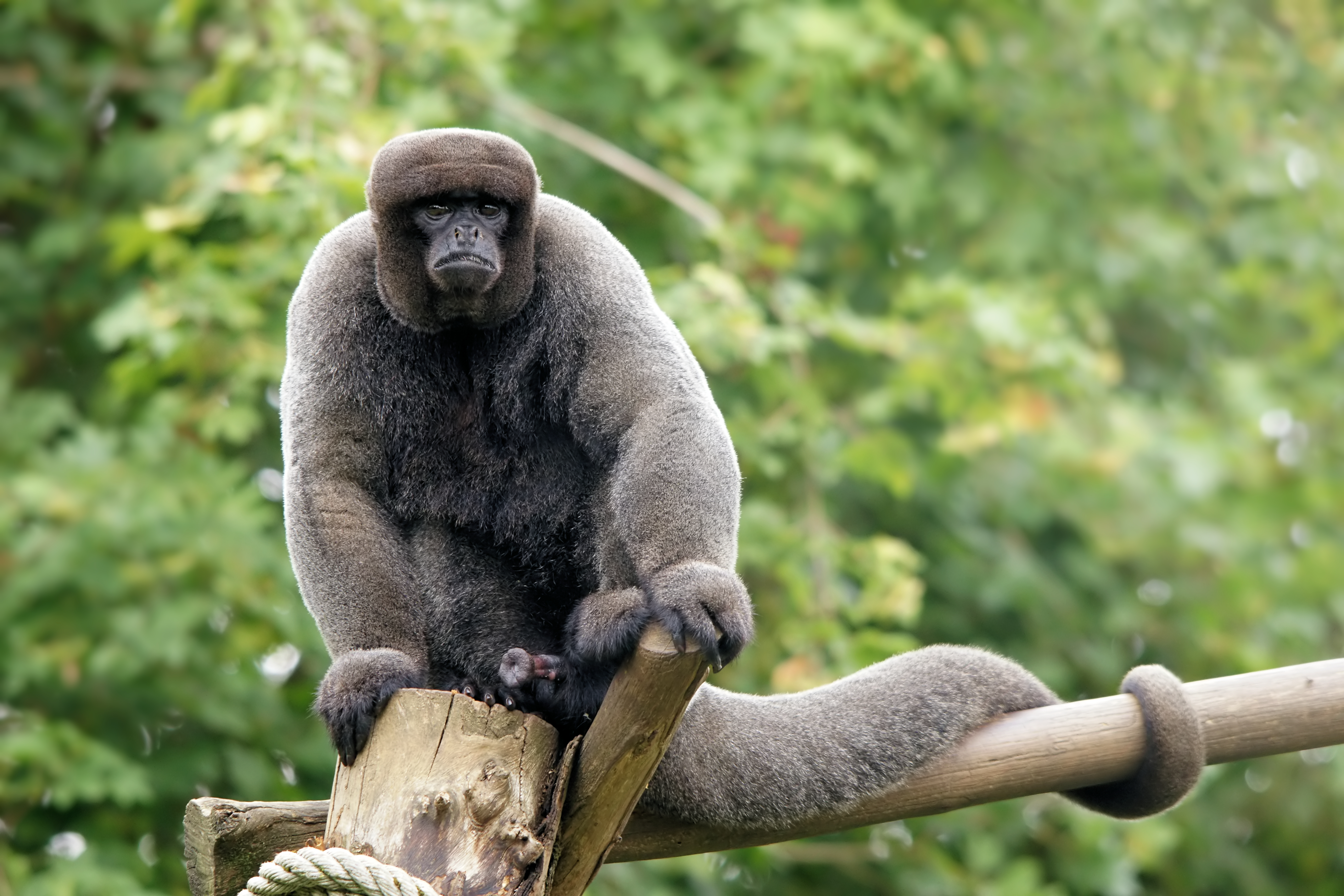
Lagothrix lagotricha

- Alouatta belzebul (Linnaeus, 1766) - guariba-preto, guariba-de-mãos-ruivas
- Alouatta caraya (Humboldt, 1812) - bugio-do-pantanal
- Alouatta discolor (Spix, 1823) - uariba-de-mãos-ruivas
- Alouatta guariba (Humboldt, 1812) - bugio-marrom, guariba-ruivo-do-norte
- Alouatta juara Elliot, 1910
- Alouatta macconnelli (Linnaeus, 1766)
- Alouatta nigerrima Lönnberg, 1941
- Alouatta puruensis Lönnberg, 1941
- Alouatta seniculus (Linnaeus, 1766) - guariba-vermelho
- Alouatta ululata Elliot, 1912 - guariba-de-mãos-ruivas

Subfamília Atelinae Gray, 1825
- Ateles belzebuth E. Geoffroy, 1806 - macaco-aranha/coatá-branco
- Ateles chamek (Humboldt, 1812) - macaco-aranha/coatá-de-cara-preta
- Ateles marginatus E. Geoffroy, 1809 - macaco-aranha/coatá-de-testa-branca
- Ateles paniscus (Linnaeus, 1758) - macaco-aranha/coatá-de-cara-vermelha
- Brachyteles arachnoides (E. Geoffroy, 1806) - muriqui-do-sul, mono-carvoeiro
- Brachyteles hypoxanthus (Kuhl, 1820) - muriqui-do-norte, mono-carvoeiro
- Lagothrix cana (E. Geoffroy, 1812) - macaco-barrigudo
- Lagothrix lagotricha (Humboldt, 1812) - macaco-barrigudo
- Lagothrix poeppigii Schinz, 1844 - macaco-barrigudo, macaco-barrigudo-prateado

## Lagomorpha
Família Leporidae Fischer, 1817
- Sylvilagus brasiliensis (Linnaeus, 1758) - tapiti

## Chiroptera
Família Emballonuridae Gervais, 1855

Subfamília Emballonurinae Gervais, 1855

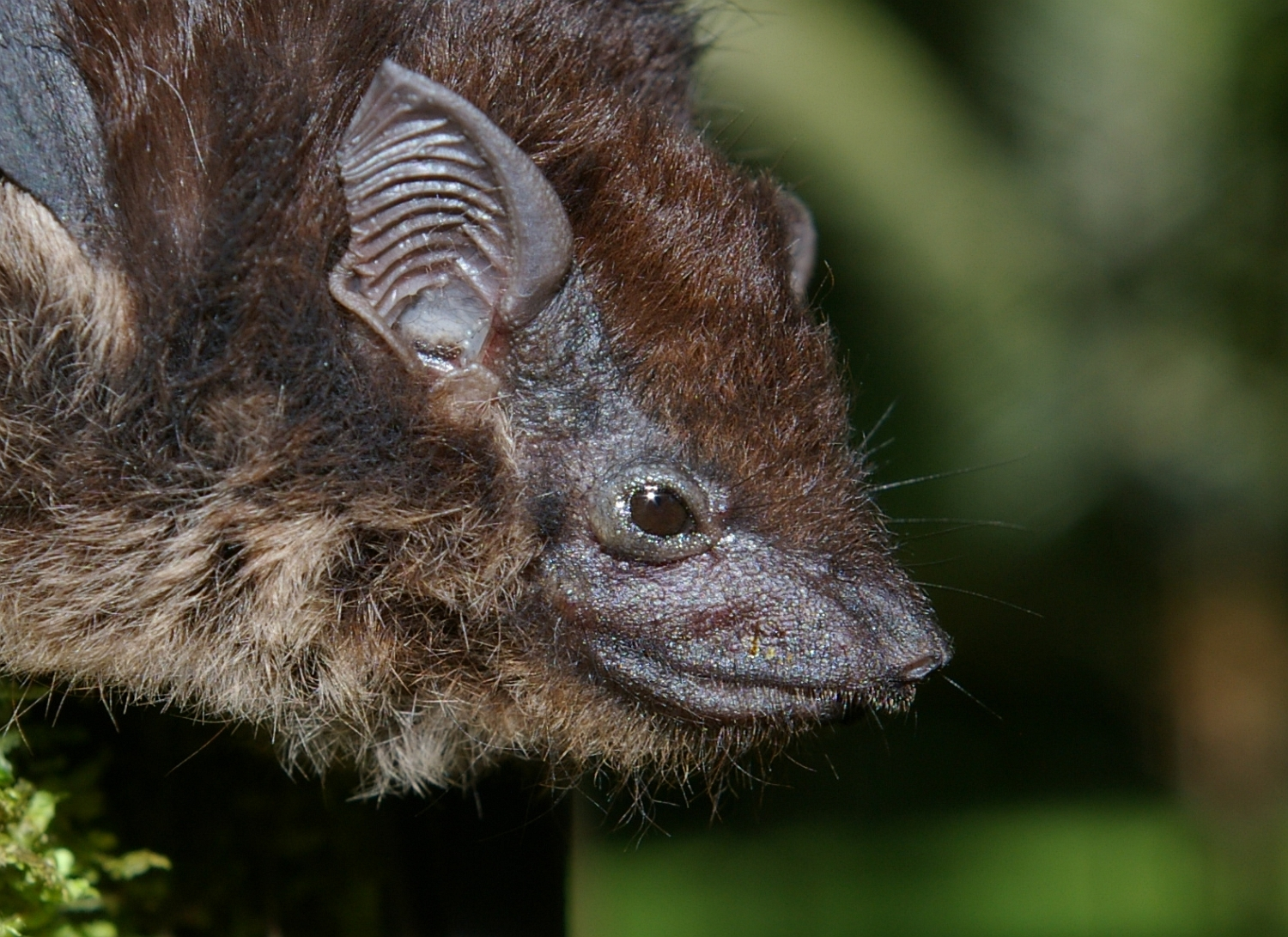
Saccopteryx bilineata

- Centronycteris maximiliani (Fischer, 1829)
- Cormura brevirostris (Wagner, 1843)
- Cyttarops alecto Thomas, 1913
- Diclidurus albus Wied-Neuwied, 1820
- Diclidurus ingens Hernández-Camacho, 1955
- Diclidurus isabellus (Thomas, 1920)
- Diclidurus scutatus Peters, 1869
- Peropteryx kappleri Peters, 1867
- Peropteryx leucoptera Peters, 1867
- Peropteryx macrotis (Wagner, 1843)
- Peropteryx trinitatis Miller, 1899
- Rhynchonycteris naso (Wied-Neuwied, 1820)
- Saccopteryx bilineata (Temminck, 1838)
- Saccopteryx canescens Thomas, 1901
- Saccopteryx gymnura Thomas, 1901
- Saccopteryx leptura (Schreber, 1774)

Família Molossidae Gervais, 1856

Subfamília Molossinae Gervais, 1856
- Cynomops abrasus (Temminck, 1827)
- Cynomops greenhalli Goodwin, 1958
- Cynomops paranus (Thomas, 1901)
- Cynomops planirostris (Peters, 1866)
- Eumops auripendulus (Shaw, 1800)
- Eumops bonariensis (Peters, 1874)
- Eumops dabbenei Thomas, 1914
- Eumops delticus Thomas, 1923
- Eumops glaucinus (Wagner, 1843)
- Eumops hansae Sanborn, 1932
- Eumops maurus (Thomas, 1901)
- Eumops patagonicus Thomas, 1924
- Eumops perotis (Schinz, 1821)
- Eumops trumbulli (Thomas, 1901)
- Molossops neglectus Williams & Genoways, 1980
- Molossops temminckii (Burmeister, 1854)
- Molossus aztecus Saussure, 1860
- Molossus barnesi Thomas, 1905
- Molossus coibensis J. A. Allen, 1904
- Molossus currentium Thomas, 1901
- Molossus molossus (Pallas, 1766)
- Molossus pretiosus Miller, 1902
- Molossus rufus É. Geoffroy, 1805

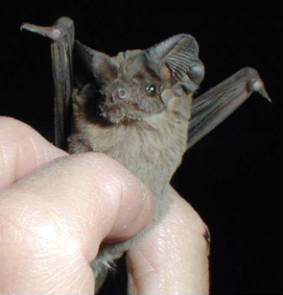
Tadarida brasiliensis

- Neoplatymops mattogrossensis Vieira, 1942
- Nyctinomops aurispinosus (Peale, 1848)
- Nyctinomops laticaudatus (É. Geoffroy, 1805)
- Nyctinomops macrotis (Gray, 1840)
- Promops centralis Thomas, 1915
- Promops nasutus (Spix, 1823)
- Tadarida brasiliensis (I. Geoffroy, 1824)

Família Mormoopidae de Saussure, 1860
- Pteronotus davyi Gray, 1838
- Pteronotus gymnonotus Natterer, 1843
- Pteronotus parnellii (Gray, 1843)
- Pteronotus personatus (Wagner, 1843)

Família Noctilionidae Gray, 1821
- Noctilio albiventris Desmarest, 1818 - morcego-pescador-pequeno
- Noctilio leporinus (Linnaeus, 1758) - morcego-pescador-grande

Família Phyllostomidae Gray, 1825

Subfamília Phyllostominae Gray, 1825
- Chrotopterus auritus (Peters, 1856)
- Glyphonycteris behnii (Peters, 1865)
- Glyphonycteris daviesi (Hill, 1964)

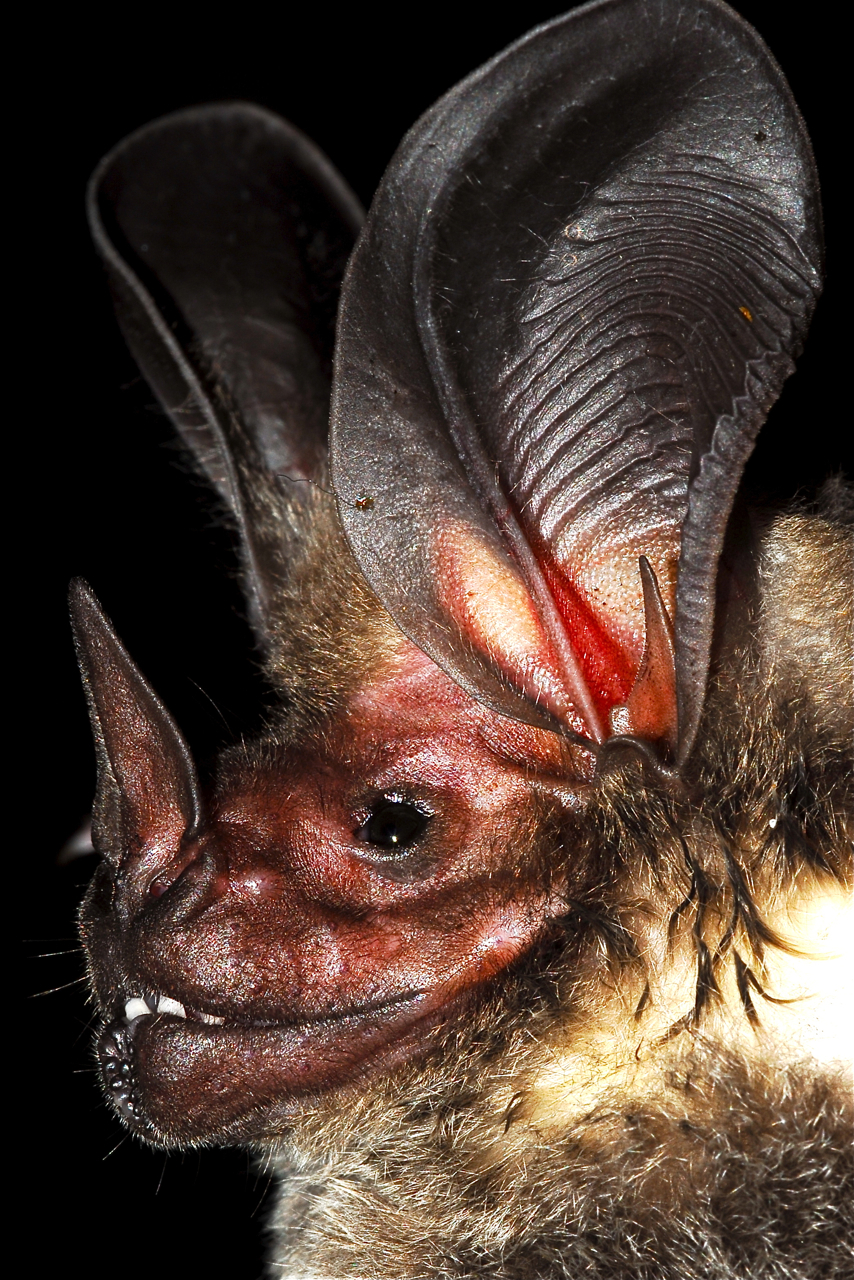
Lophostoma silvicolum

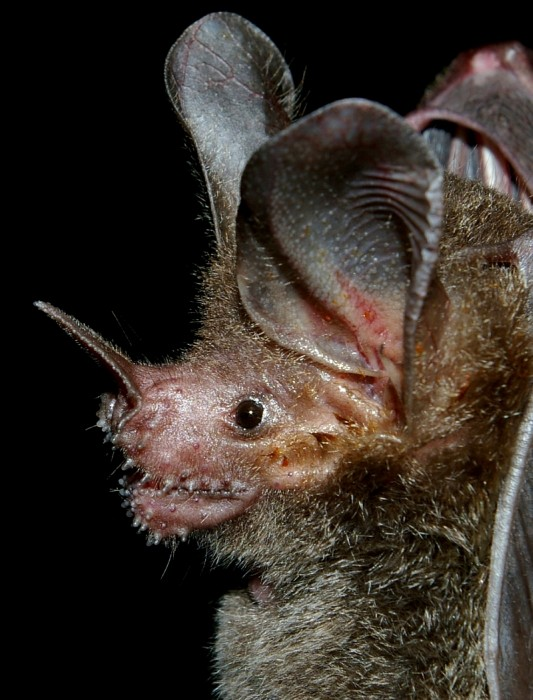
Trachops cirrhosus

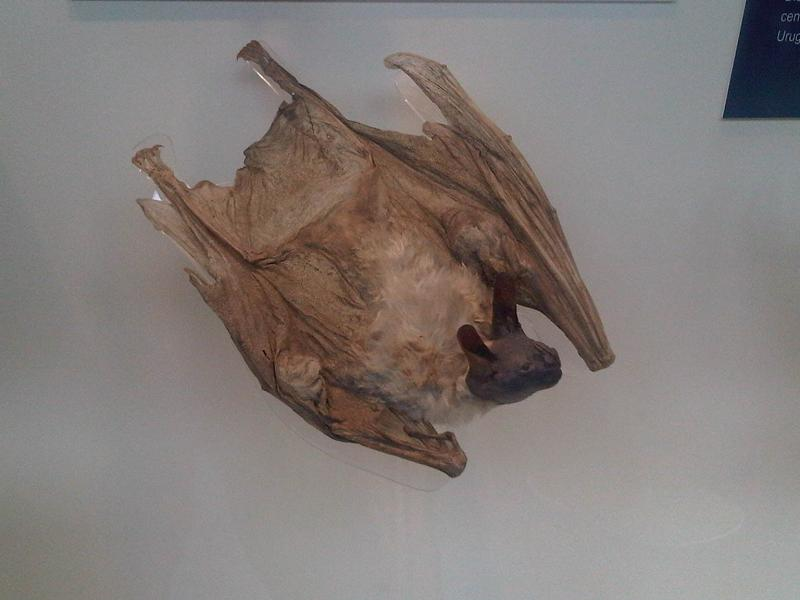
Vampyrum spectrum

- Glyphonycteris sylvestris (Thomas, 1896)
- Lampronycteris brachyotis (Dobson, 1878)
- Lonchorhina aurita Tomes, 1863
- Lonchorhina inusitata Handley & Ochoa, 1997
- Lophostoma brasiliense (Peters, 1867)
- Lophostoma carrikeri (J. A. Allen, 1910)
- Lophostoma schulzi (Genoways & Williams, 1980)
- Lophostoma silvicolum d'Orbigny, 1836
- Macrophyllum macrophyllum (schinz, 1821)
- Micronycteris brosseti Simmons & Voss, 1998
- Micronycteris hirsuta (Peters, 1869)
- Micronycteris homezi Pilot, 1967
- Micronycteris megalotis (Gray, 1842)
- Micronycteris microtis Miller, 1898
- Micronycteris minuta (Gervais, 1856)
- Micronycteris sanborni Simmons, 1996
- Micronycteris schmidtorum Sanborn, 1935
- Mimon bennettii (Gray, 1838)
- Mimon crenulatum (É. Geoffroy, 1810)
- Neonycteris pusilla (Sanborn, 1949)
- Phylloderma stenops Peters, 1865
- Phyllostomus discolor Wagner, 1843
- Phyllostomus elongatus (É. Geoffroy, 1810)
- Phyllostomus hastatus (Pallas, 1767)
- Phyllostomus latifolius (Thomas, 1901)
- Tonatia bidens (Spix, 1823)
- Tonatia saurophila Koopman & Williams, 1951
- Trachops cirrhosus (Spix, 1823)
- Trinycteris nicefori (Sanborn, 1949)
- Vampyrum spectrum (Linnaeus, 1758)

Subfamília Stenodermatinae Gervais, 1856
- Ametrida centurio Gray, 1847
- Artibeus concolor Peters, 1865
- Artibeus fimbriatus Gray, 1838
- Artibeus lituratus (Olfers, 1818)
- Artibeus obscurus (Schinz, 1821)
- Artibeus planirostris (Spix, 1823)
- Chiroderma doriae Thomas, 1891
- Chiroderma trinitatum Goodwin, 1958
- Chiroderma villosum Peters, 1860
- Chiroderma vizottoi Taddei & Lim, 2010
- Dermanura anderseni (Osgood, 1916
- Dermanura cinerea (Gervais, 1856)
- Dermanura glaucus (Thomas, 1893)
- Dermanura gnoma (Thomas, 1893)
- Enchisthenes hartii (Thomas, 1892)
- Mesophylla macconnelli Thomas, 1901
- Platyrrhinus aurarius (Handley & Ferris, 1972)

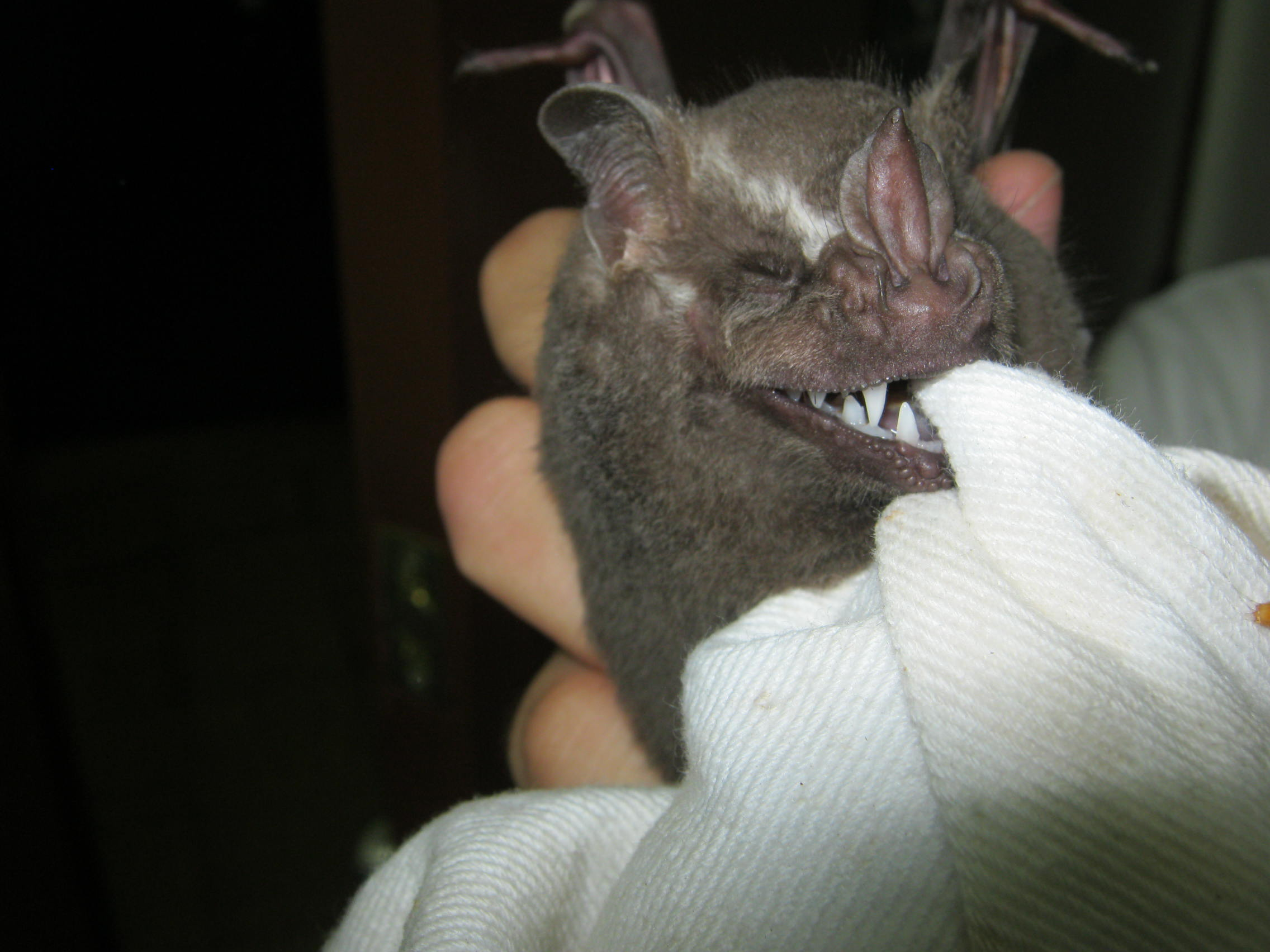
Artibeus lituratus

- Platyrrhinus brachycephalus (Rouk & Carter, 1972)
- Platyrrhinus fusciventris Velazo, Gardner & Patterson, 2010
- Platyrrhinus incarum (Thomas, 1912)
- Platyrrhinus infuscus (Peters, 1880)
- Platyrrhinus lineatus (É. Geoffroy, 1810)
- Platyrrhinus recifinus (Thomas, 1901)
- Pygoderma bilabiatum (Wagner, 1843)
- Sphaeronycteris toxophyllum Peters, 1882
- Sturnira lilium (É. Geoffroy, 1810)
- Sturnira magna de la Torre, 1966
- Sturnira tildae de la Torre, 1959
- Uroderma bilobatum Peters, 1866
- Uroderma magnirostrum Davis, 1968
- Vampyressa pusilla (Wagner, 1843)
- Vampyressa thyone Thomas, 1909
- Vampyriscus bidens (Dobson, 1878)
- Vampyriscus brocki Peterson, 1968
- Vampyrodes caraccioli (Thomas, 1889)

Subfamília Desmodontinae Bonaparte, 1845
- Desmodus rotundus (É. Geoffroy, 1810) - morcego-vampiro
- Diaemus youngi (Jentink, 1893) - morcego-vampiro
- Diphylla ecaudata Spix, 1823 - morcego-vampiro

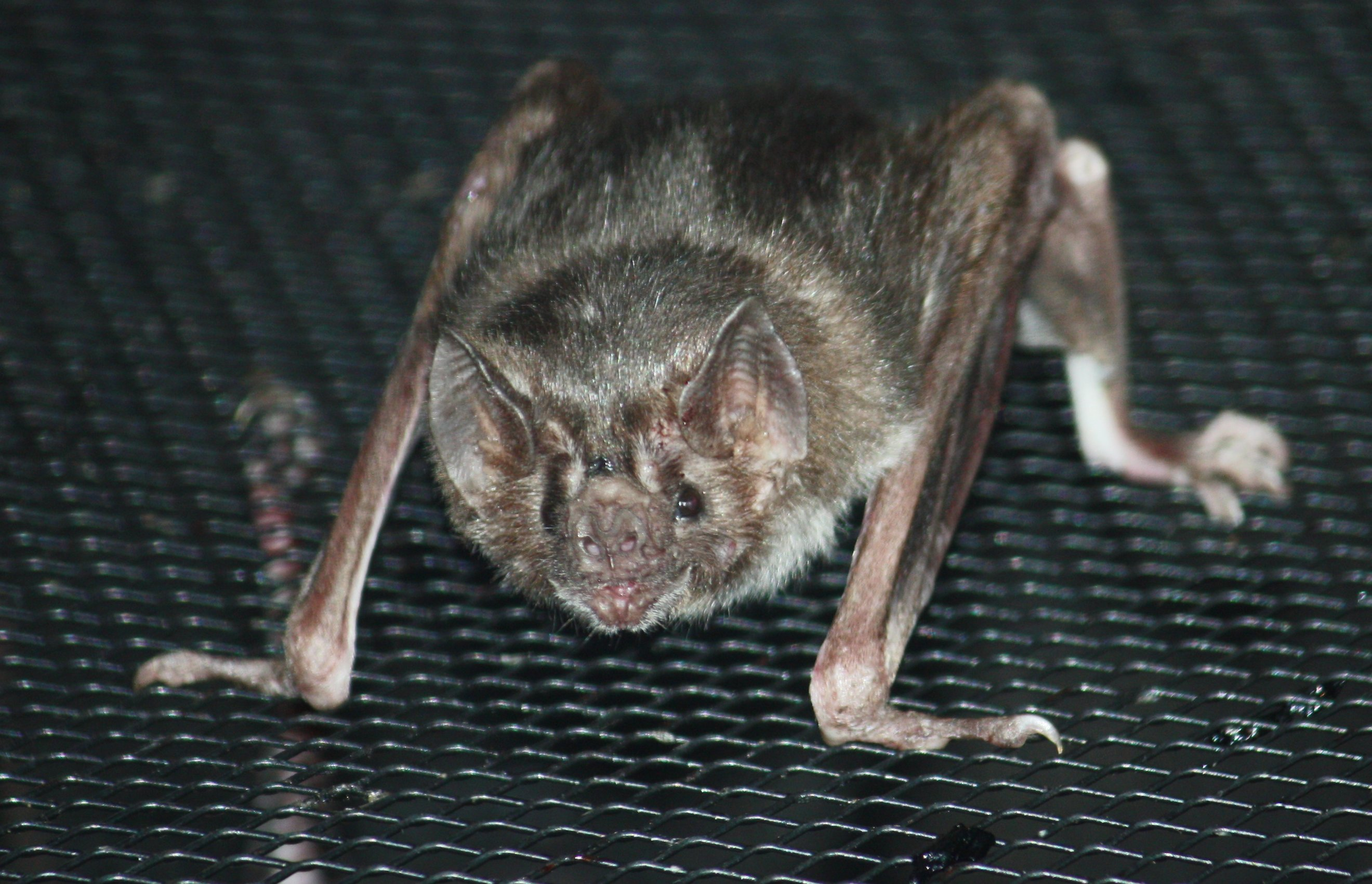
Desmodus rotundus

Subfamília Glossophaginae Bonaparte, 1845
- Anoura caudifer (É. Geoffroy, 1818) - morcego-beija-flor
- Anoura geoffroyi Gray, 1838 - morcego-beija-flor
- Choeroniscus minor (Peters, 1868) - morcego-beija-flor
- Choeroniscus godmani (Thomas, 1903) - morcego-beija-flor
- Dryadonycteris capixaba Nogueira, Lima, Peracchi & Simmons, 2012
- Glossophaga commissarisi Gardner, 1962 - morcego-beija-flor
- Glossophaga longirostris Miller, 1898 - morcego-beija-flor
- Glossophaga soricina (Pallas, 1766) - morcego-beija-flor
- Lichonycteris degener Miller, 1831
- Lionycteris spurrelli Thomas, 1913 - morcego-beija-flor
- Lonchophylla bokermanni Sazima, Vizotto & Taddei, 1978 - morcego-beija-flor
- Lonchophylla dekeyseri Taddei, Vizotto & Sazima, 1983 - morcego-beija-flor
- Lonchophylla mordax Thomas, 1903 - morcego-beija-flor
- Lonchophylla thomasi J. A. Allen, 1904 - morcego-beija-flor
- Scleronycteris ega Thomas, 1912
- Xeronycteris vieirai Gregorin & Ditchfield, 2005 - morcego-beija-flor

Subfamília Carolliinae Miller, 1924
- Carollia benkeithi Solari & Baker, 2006
- Carollia brevicauda (Schinz, 1821)
- Carollia perspicillata (Linnaeus, 1758)
- Rhinophylla fischerae Carter, 1966
- Rhinophylla pumilio Peters, 1865

Família Natalidae Miller, 1899

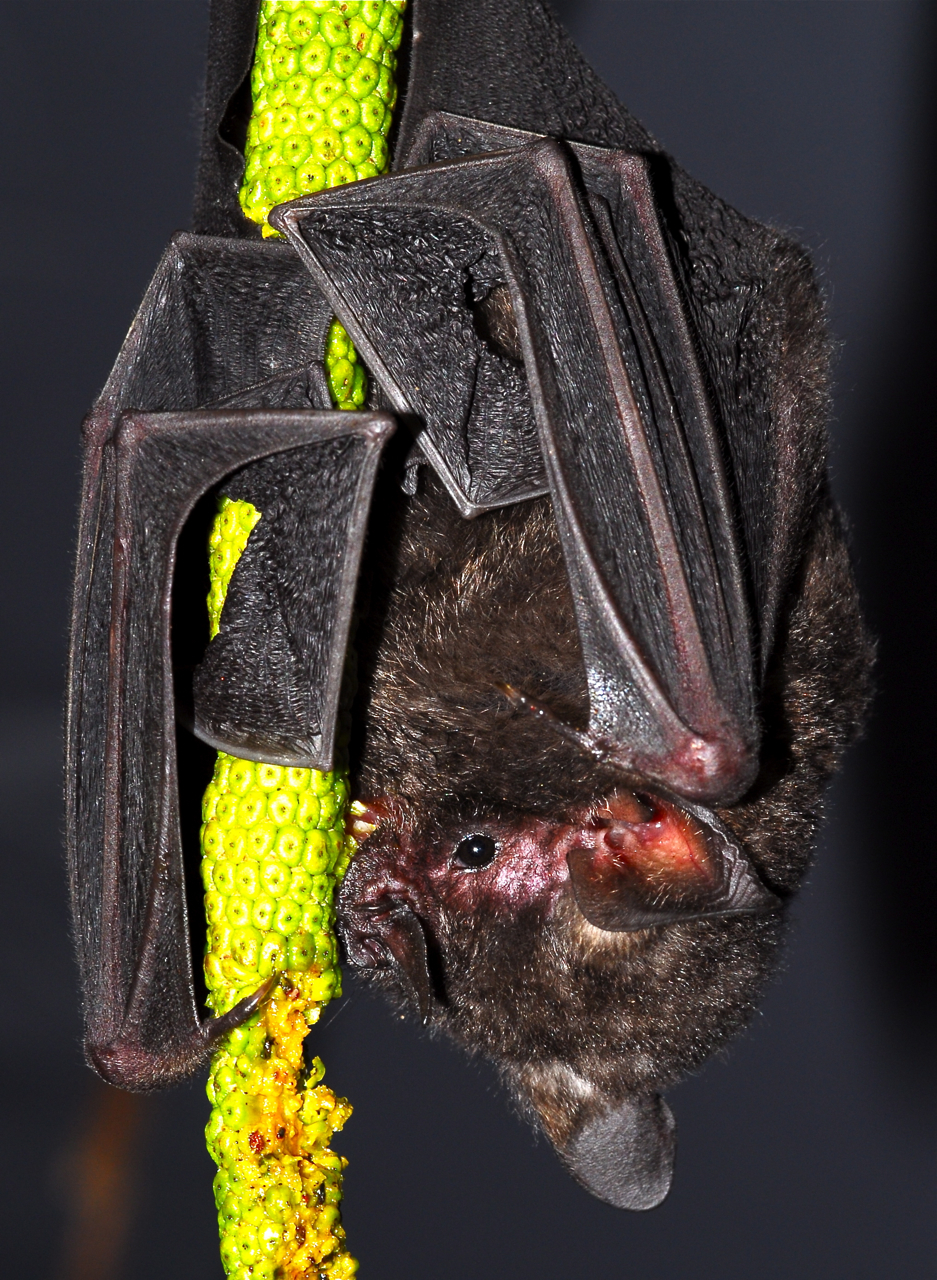
Carollia perspicillata

- Natalus espiritosantensis (Ruschi, 1951)

Família Furipteridae Gray, 1866
- Furipterus horrens (F. Cuvier, 1828)

Família Thyropteridae Miller, 1907
- Thyroptera devivoi Gregorin, Gonçalves, Lim & Engstrom, 2006
- Thyroptera discifera (Lichtenstein & Peters, 1855)
- Thyroptera lavali Pine, 1993
- Thyroptera tricolor Spix, 1823

Família Vespertilionidae Gray, 1821

Subfamília Vespertilioninae Gray, 1821
- Eptesicus andinus Allen, 1914
- Eptesicus brasiliensis (Desmarest, 1819)
- Eptesicus chiriquinus Thomas, 1920
- Eptesicus diminutus Osgood, 1915
- Eptesicus furinalis (d'Orbigny, 1847)
- Eptesicus taddeii Miranda, Bernardi & Passos, 2006
- Histiotus alienus Thomas, 1916
- Histiotus laephotis Thomas, 1916
- Histiotus montanus Philippi & Lanbeck, 1861
- Histiotus velatus (I. Geoffroy, 1824)
- Lasiurus blossevillii (Lesson & Garnet, 1826)
- Lasiurus castaneus Handley, 1960

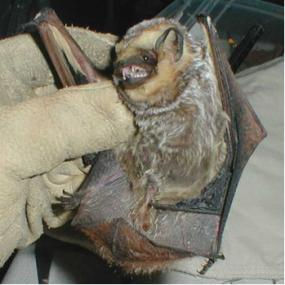
Lasiurus cinereus

- Lasiurus cinereus (Palisot de Beauvois, 1796)
- Lasiurus ebenus Fazzolari-Corrêa, 1994
- Lasiurus ega (Gervais, 1856)
- Lasiurus egregius (Peters, 1870)
- Myotis albescens (É. Geoffroy, 1806)
- Myotis dinellii Thomas, 1902
- Myotis izecksohni Moratelli, Peracchi, Dias & de Oliveira, 2011
- Myotis lavali Moratelli, Peracchi, Dias & de Oliveira, 2011
- Myotis levis (I. Geoffroy, 1824)
- Myotis nigricans (Schinz, 1821)
- Myotis riparius Handley, 1960
- Myotis ruber (É. Geoffroy, 1906)
- Myotis simus Thomas, 1901
- Rhogeessa hussoni Genoways & Baker, 1996
- Rhogeessa io Thomas, 1903

## Carnivora
Família Felidae G. Fischer, 1817

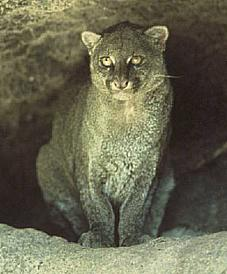
Puma yagouaroundi

- Leopardus colocolo (Molina, 1782) – gato-palheiro, gato-dos-pampas, gato-do-pantanal
- Leopardus geoffroyi (Gervais & d'Orbigny, 1844) – gato-do-mato-grande, gato-do-mato-de-pêlo-curto, gato-montês
- Leopardus pardalis (Linnaeus, 1758) – jaguatirica, oncinha, gato-do-mato-grande, canguçu, maracajá
- Leopardus tigrinus (Schreber, 1775) - gato-do-mato, gato-do-mato-pequeno
- Leopardus wiedii (Schinz, 1821) – gato-maracajá, maracajá, jaguatirica
- Puma concolor (Lacépède, 1809) – onça-parda, suçuarana, puma, onça-vermelha, leão-baio, leãozinho-de-cara-suja, onça-bodeira, mossoroca
- Puma yagouaroundi (Lacépède, 1809) – jaguarundi, gato-mourisco, mourisco
- Panthera onca (Linnaeus, 1758) - onça-pintada, onça-negra, onça, jaguar, jaguaretê, canguçu, jaguar-canguçu

Família Canidae G. Fischer, 1817

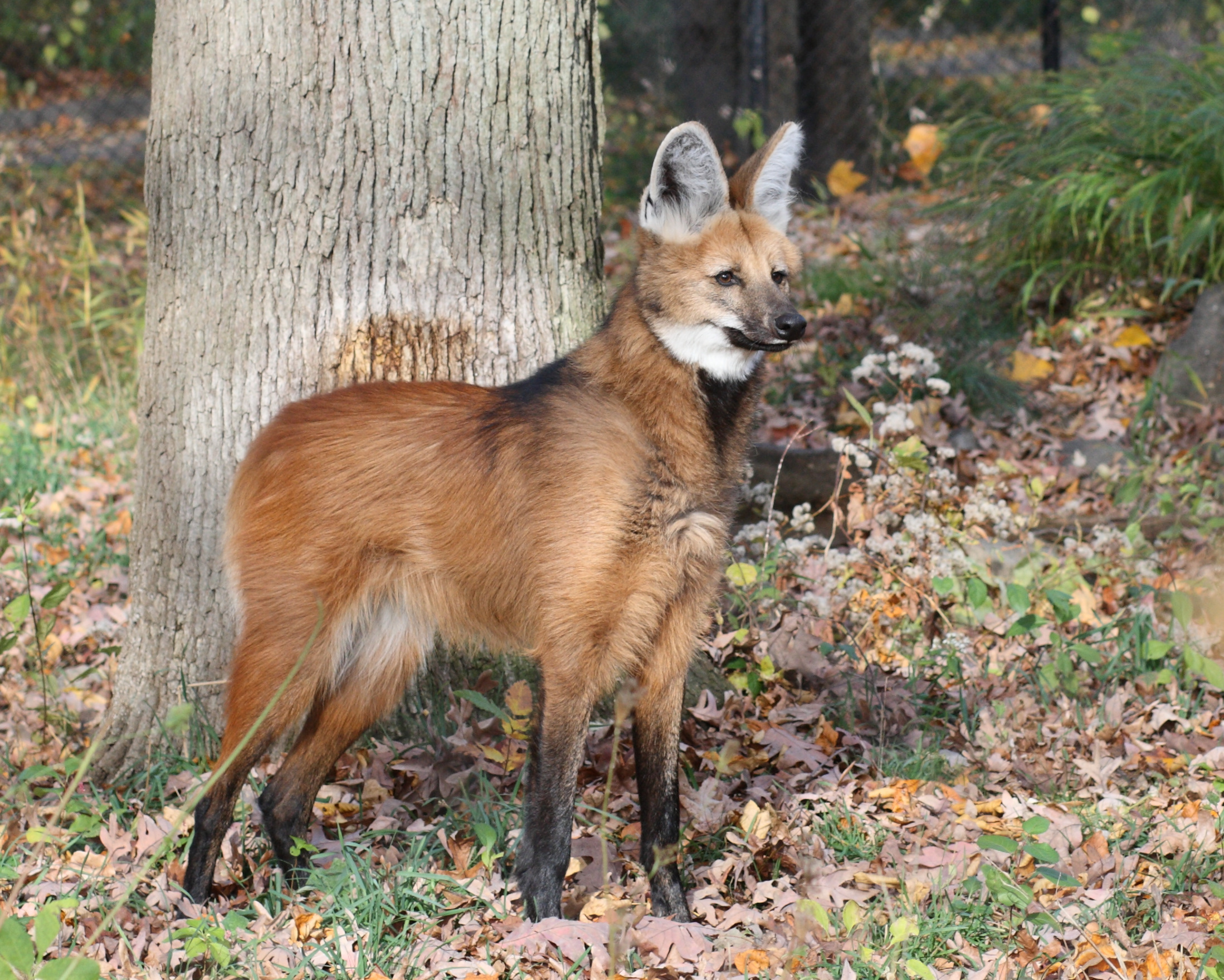
Chrysocyon brachyurus

- Atelocynus microtis (Sclater, 1883) - cachorro-do-mato-de-orelha-curta, cachorro-do-mato, cachorro-selvagem-de-cauda-bandeira
- Cerdocyon thous (Linnaeus, 1766) - cachorro-do-mato, graxaim, graxaim-do-mato, raposinha-do-campo, raposão, lobinho, lobete, guaraxo, guaraxim, guancito, fusquinho, rabo-fofo
- Chrysocyon brachyurus (Illiger, 1815) - lobo-guará, lobo-de-crina, lobo-de-juba, lobo-vermelho, guará
- Lycalopex gymnocercus (G. Fischer, 1814) - graxaim-do-campo, raposa-do-campo, cachorro-do-mato, guaraxaim
- Lycalopex vetulus Lund, 1842 - raposa-do-campo, raposa, raposinha-do-campo
- Speothos venaticus (Lund, 1842) - cachorro-do-mato-vinagre, cachorro-vinagre, cachorro-do-mato, cachorro-do-mato-cotó, cachorro-pitoco, janauíra, janauí

Família Mustelidae G. Fischer
- Eira barbara (Linnaeus, 1758) - irara, papa-mel

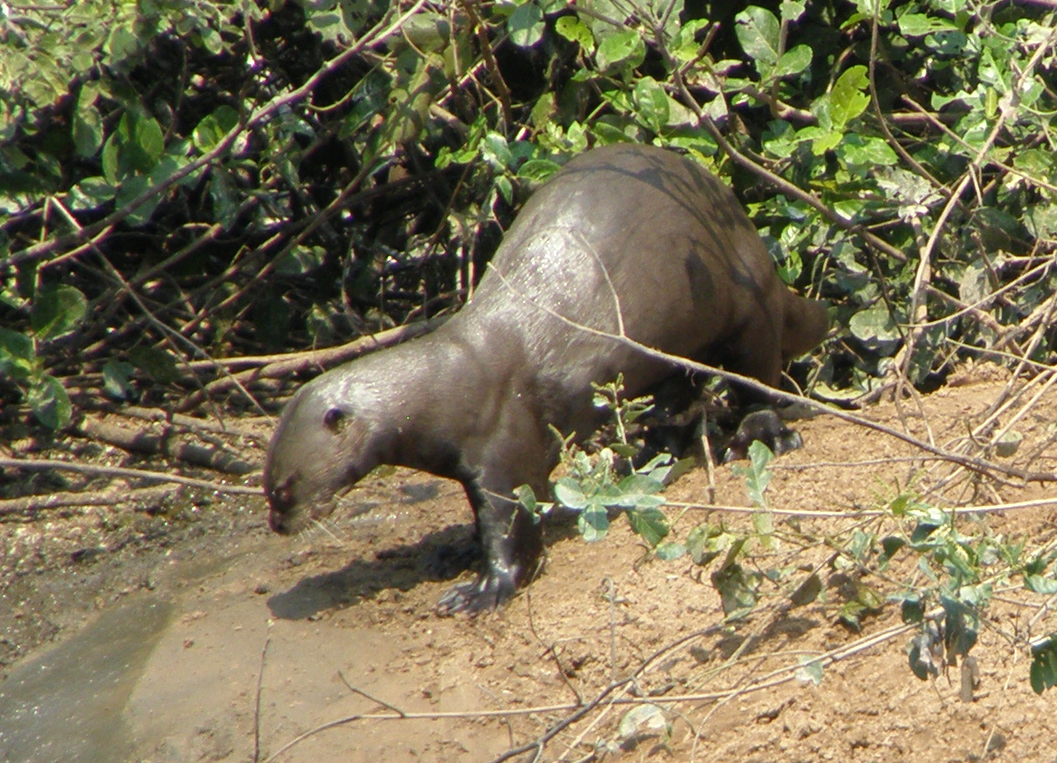
Pteronura brasiliensis

- Galictis cuja (Molina, 1782) - furão-pequeno, cachorro-do-mato
- Galictis vittata (Schreber, 1776) - furão-grande, cachorro-do-mato
- Mustela africana Desmarest, 1818 - doninha-amazônica, doninha
- Lontra longicaudis (Olfers, 1818) - lontra, lobinho-de-rio, nutria
- Pteronura brasiliensis (Gmelin, 1788) – ariranha, arira, lontra-gigante, nutria-gigante

Família Mephitidae Bonaparte, 1845
- Conepatus chinga (Molina, 1782) - zorrilho, jaguané, jaguaré
- Conepatus semistriatus (Boddaert, 1785) - jaritataca, jaratataca, jatitataca, cangambá, zorrilho

Família Otariidae Gray, 1825
- Arctocephalus australis (Zimmermann, 1783) - lobo-marinho-do-sul
- Arctocephalus gazella (Peters, 1875) - lobo-marinho-antártico
- Arctocephalus tropicalis (J.E.Gray, 1872) - lobo-marinho-subantártico
- Otaria flavescens (Shaw, 1800) - leão-marinho-do-sul

Família Phocidae Gray, 1821
- Hydrurga leptonyx (Blainville, 1820) - foca-leopardo
- Lobodon carcinophaga (Hombron & Jacquinot, 1842) - foca-caranguejeira
- Mirounga leonina (Liinaeus, 1758) - elefante-marinho-do-sul

Família Procyonidae Gray, 1825

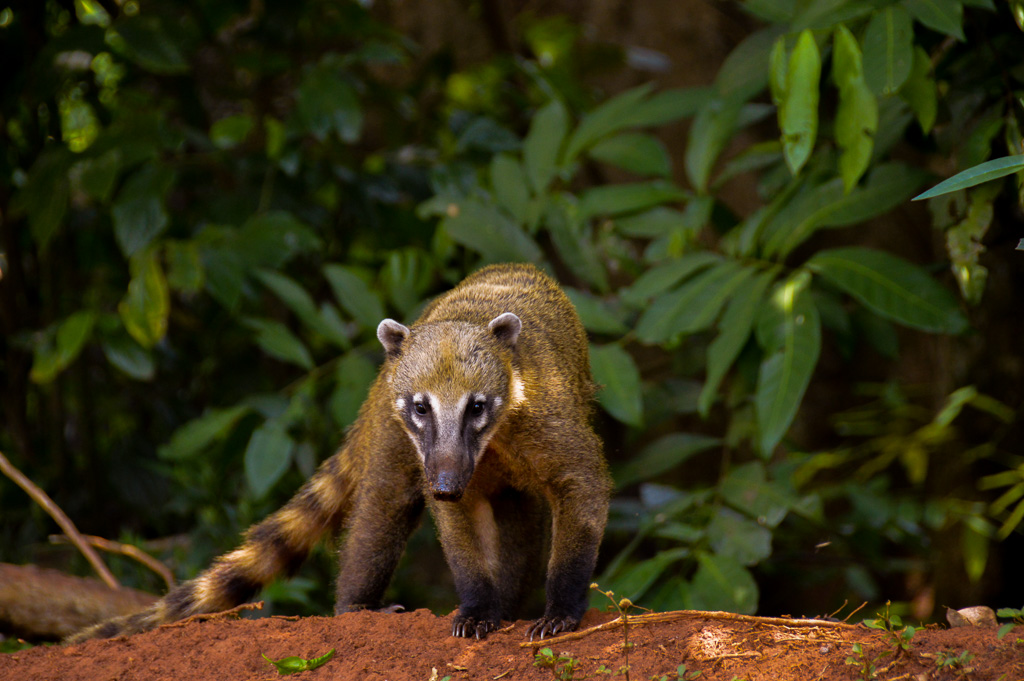
Um quati(Nasua nasua) na beira de uma estrada.

- Bassaricyon alleni Thomas, 1880 - olingo, jupará, jurupará, jupurá, gatiara
- Nasua nasua (Linnaeus, 1766) - quati, coati, quati-de-vara, quati-mundéu
- Potos flavus (Schreber, 1774) - jupará, jupará-verdadeiro, jupurá, jurupará, macaco-da-meia-noite
- Procyon cancrivorus (G. Cuvier, 1798) - mão-pelada, guaxinim, jaguacinim, jaracambeva

## Perissodactyla

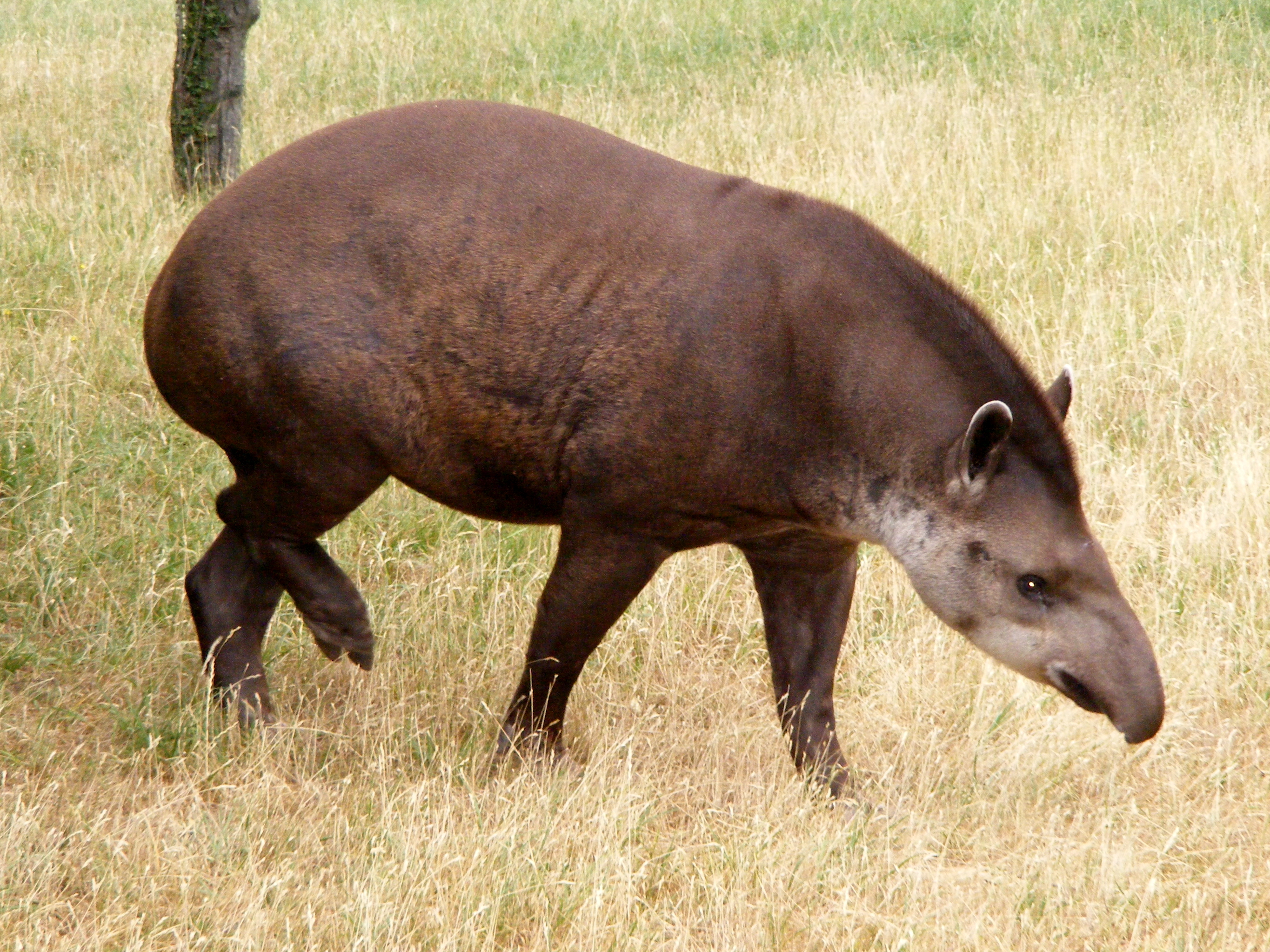
Tapirus terrestris

Família Tapiridae Gray, 1821
- Tapirus terrestris (Linnaeus, 1758) - anta

## Artiodactyla
Família Tayassuidae Palmer, 1897
- Pecari tajacu (Linnaeus, 1758) - cateto, caititu, caiteto, porco-do-mato
- Tayassu pecari (Link, 1795) - queixada, porco-do-mato, pecari, porco-queixada

Família Cervidae Goldfuss, 1820

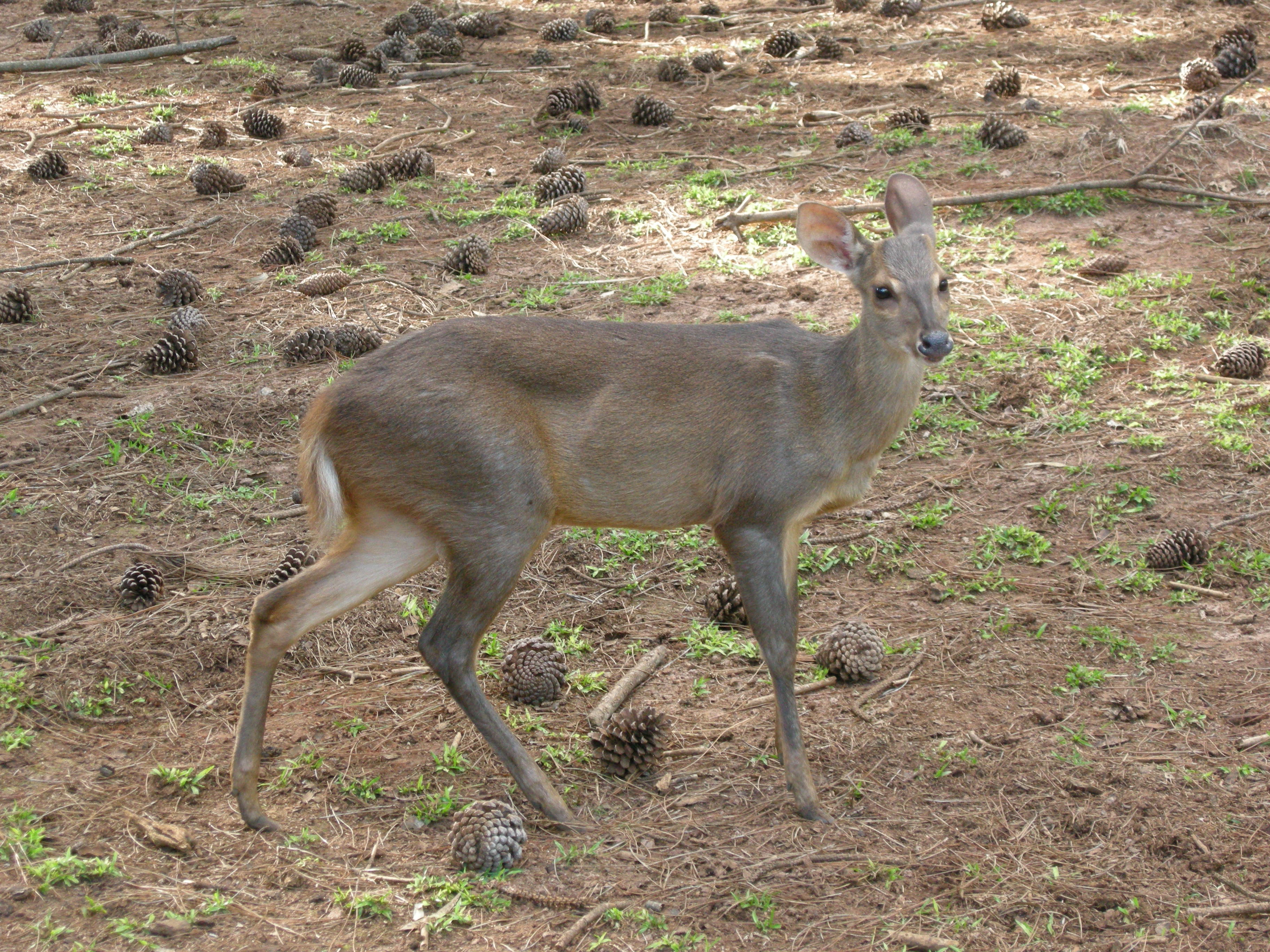
Mazama gouazoubira

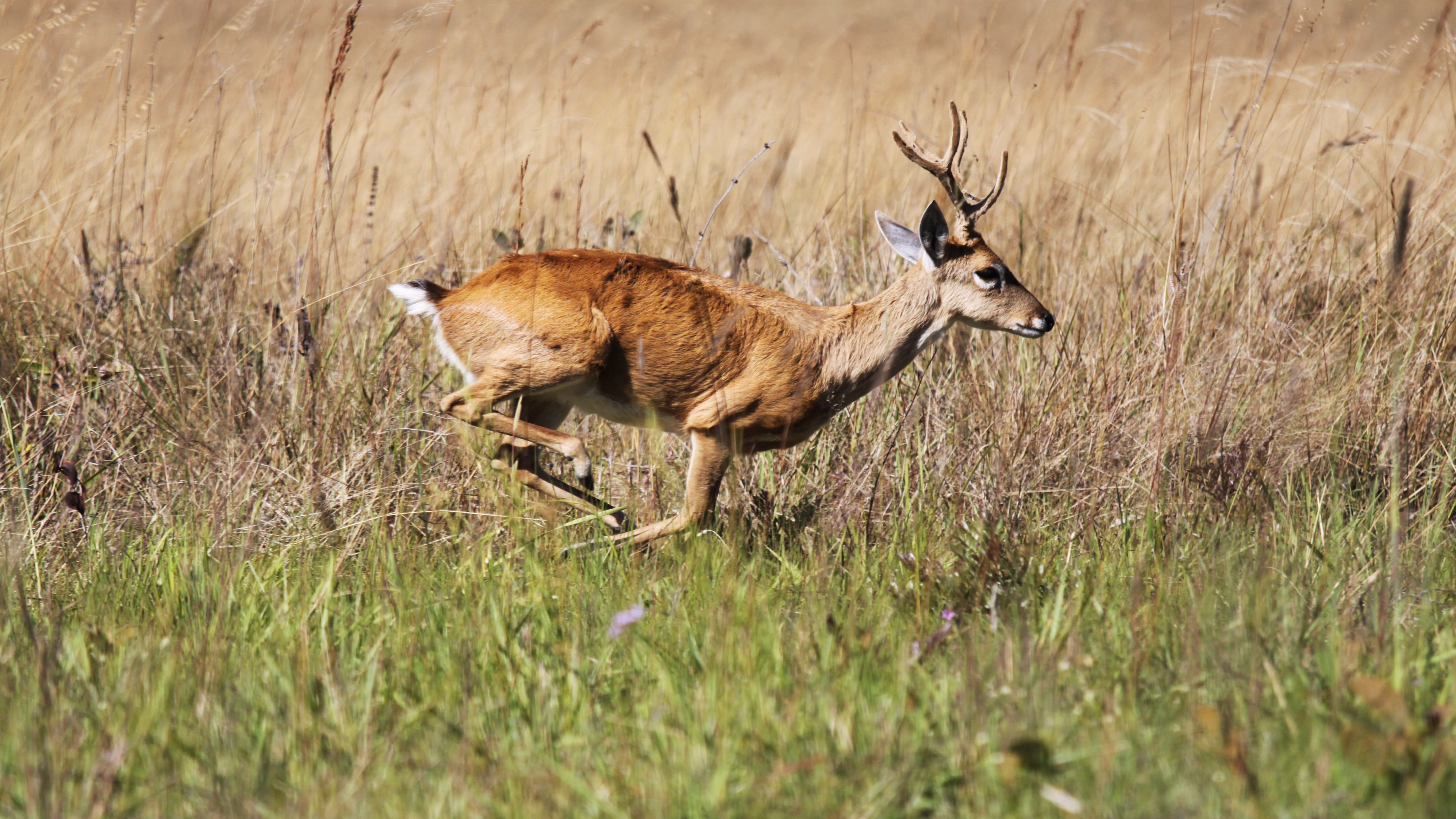
Ozoteceros bezoarticus

- Blastocerus dichotomus (Illiger, 1815) - cervo-do-pantanal, veado-pantaneiro, veado-galheiro
- Mazama americana (Erxleben, 1777) - veado-mateiro
- Mazama bororo Duarte, 1996 - veado-bororó, veado-bororo-de-são-paulo
- Mazama gouazoubira (G. Fischer, 1814) - veado-catingueiro
- Mazama nana (Hensel, 1872) - veado-bororó-do-sul, veado-cambuta, veado-de-mão-curta
- Mazama nemorivaga Cuvier, 1817 - veado-fuboca, veado-branco, veado-da-amazônia
- Odocoileus virginianus (Zimmermann, 1780) - veado-galheiro, cariacu, veado-de-cauda-branca
- Ozotoceros bezoarticus (Linnaeus, 1758) -  veado-campeiro, veado-branco

## Cetacea
Família Balaenidae Gay, 1821
- Eubalaena australis (Desmoulins, 1822) - baleia-franca-austral

Família Balaenopteridae Gray, 1864

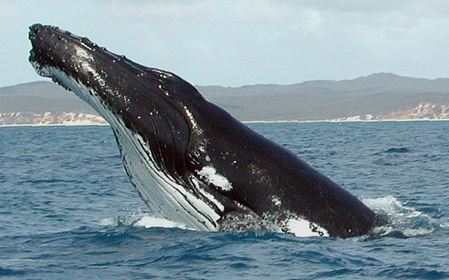
Megaptera novaeangliae

- Balaenoptera acutorostrata Lacépède, 1804 - baleia-minke, baleia-anã, baleia-minke-anã
- Balaenoptera borealis Lesson, 1828 - baleia-sei, baleia-boreal, baleia-sardinheira, baleia-minke-antártica
- Balaenoptera edeni Anderson, 1878 - baleia-de-bryde, baleia-tropical
- Balaenoptera musculus (Linnaeus, 1758) - baleia-azul
- Balaenoptera physalus (Linnaeus, 1758) - baleia-fin, baleia-comum
- Megaptera novaeangliae (Borowski, 1781) - baleia-jubarte, baleia-de-bossas, baleia-corcunda

Família Physeteridae Gray, 1821
- Kogia breviceps (de Blainville, 1838) - cachalote-pigmeu
- Kogia sima (Owen, 1866) - cachalote-anão
- Physeter catodon Linnaeus, 1758 - cachalote

Família Ziphiidae
- Berardius arnuxii Duvernoy, 1851 - baleia-bicuda-de-arnoux
- Hyperoodon planifrons Flower, 1882 - baleia-bicuda-de-cabeça-plana-do-sul, baleia-nariz-de-garrafa-do-sul,
- Mesoplodon densirostris (de Blainville, 1817) - baleia-bicuda-de-blainville
- Mesoplodon europaeus (Gervais, 1855) - baleia-bicuda-de-gervais
- Mesoplodon hectori (Gray, 1871) - baleia-bicuda-de-hector
- Mesoplodon grayi von Haast, 1876 - baleia-bicuda-de-gray
- Mesoplodon layardii (Gray, 1865) - baleia-bicuda-de-layard
- Mesoplodon mirus True, 1913 - baleia-bicuda-de-true
- Ziphius cavirostris G. Cuvier, 1823 - baleia-bicuda-de-cuvier

Família Delphinidae Gray, 1821

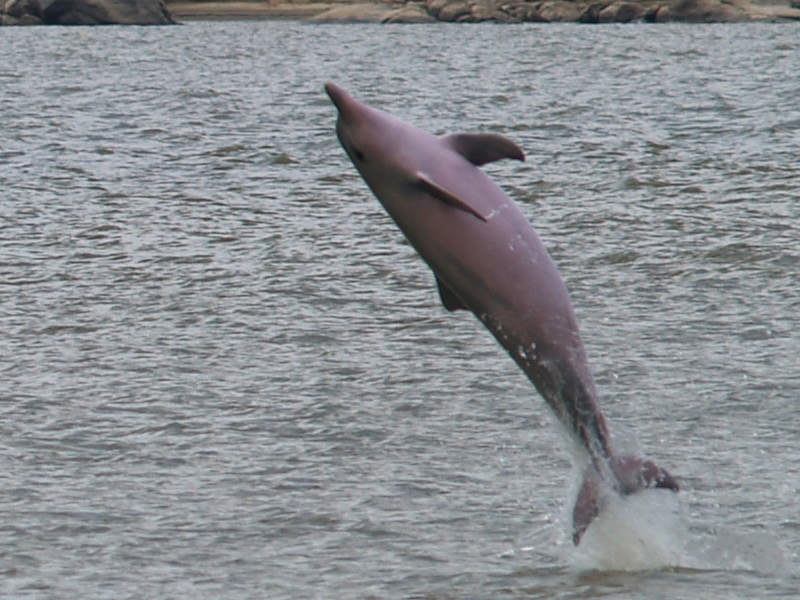
Sotalia fluviatilis

- Cephalorhynchus commersonii Lacépède, 1804 - toninha-overa
- Delphinus delphis Linnaeus, 1758 - golfinho-comum, golfinho-comum-de-bico-curto
- Delphinus capensis Gray, 1828 - golfinho-comum-de-bico-longo
- Feresa attenuata Gray, 1874 - orca-pigmeia, orca-anã
- Globicephala macrorhynchus Gray, 1846 - baleia-piloto-de-peitorais-curtas
- Globicephala melas (Traill, 1809) - baleia-piloto-de-peitorais-longas
- Grampus griseus (G. Cuvier, 1812) - golfinho-de-risso, golfinho-cinzento
- Lagenodelphis hosei Fraser, 1956 - golfinho-de-fraser
- Lagenorhynchus australis (Peale, 1848) - golfinho-austral
- Lissodelphis peronii (Lacépède, 1804) - golfinho-de-peron, golfinho-liso-do-sul
- Orcinus orca (Linnaeus, 1758) - orca
- Peponocephala electra (Gray, 1846) - golfinho-cabeça-de-melão
- Sotalia fluviatilis (Gervais & Deville, 1853) - tucuxi
- Sotalia guianensis (van Beneden, 1864)  - boto-cinza
- Pseudorca crassidens (Owen, 1846) - falsa-orca, canjerão
- Stenella attenuata (Gray, 1846) - golfinho-pintado-pantropical
- Stenella clymene (Gray, 1846) - golfinho-clymene
- Stenella coeruleoalba (Meyen, 1833) - golfinho-listrado
- Stenella frontalis (G. Cuvier, 1829) - golfinho-pintado-do-atlântico
- Stenella longirostris (Gray, 1828) - golfinho-rotador
- Steno bredanensis (Lesson, 1828) - golfinho-de-dentes-rugosos
- Tursiops truncatus (Montagu, 1821) – golfinho-nariz-de-garrafa, boto-da-tainha, caldeirão

Família Iniidae Gray, 1834

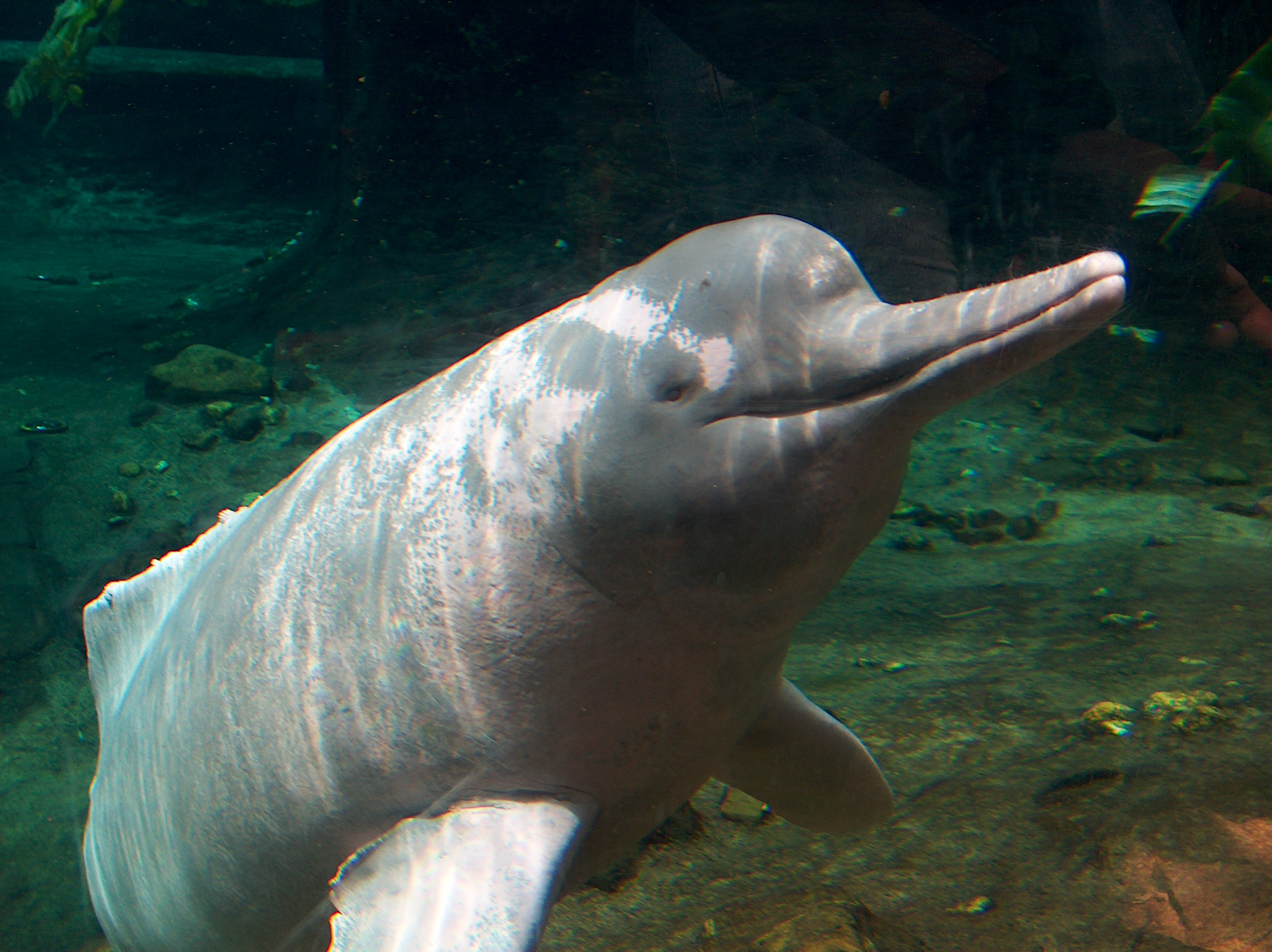
Inia geoffrensis

- Inia geoffrensis (de Blainville, 1817) - boto-cor-de-rosa, boto-vermelho, boto-malhado, boto

Família Phocoenidae Gray, 1825
- Phocoena dioptrica Lahille, 1912 - boto-de-lahille
- Phocoena spinipinnis Burmeister, 1865 - biti-de-dorsal-espinhosa, boto-de-burmeister

Família Pontoporiidae Gray, 1870
- Pontoporia blainvillei (Gervais & d'Orbigny, 1844) - golfinho-do-rio-da-prata, franciscana, boto-amarelo, toninha, manico

## Rodentia
Família Sciuridae G. Fischer, 1817

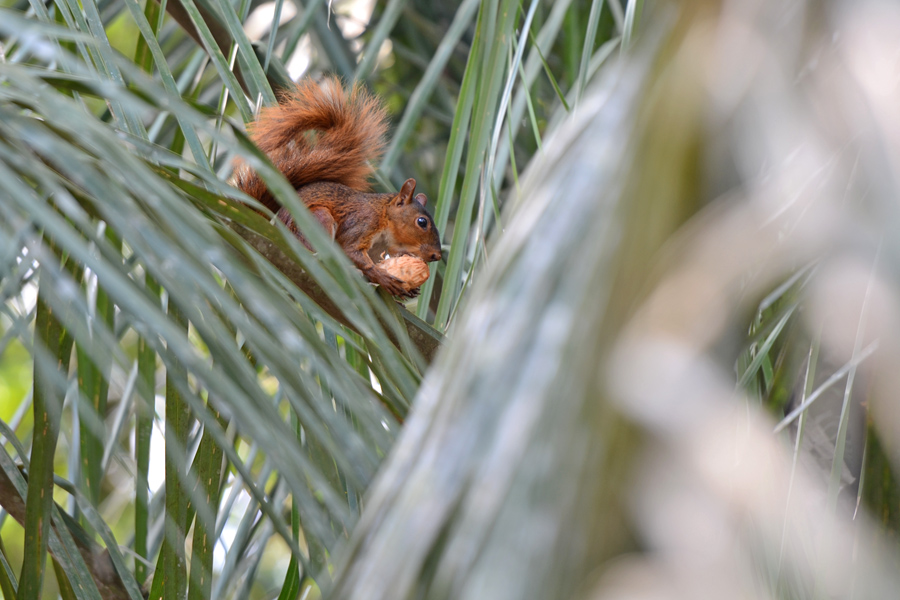
Urosciurus spadiceus

- Guerlinguetus aestuans Linnaeus, 1766 - caxinguelê, esquilo, serelepe
- Guerlinguetus alphonsei (Thomas, 1906) - caxinguelê, esquilo, serelepe
- Guerlinguetus gilvigularis Wagner, 1842 - caxinguelê, esquilo, serelepe
- Guerlinguetus henseli (Miranda-Ribeiro, 1941) - caxinguelê, esquilo, serelepe
- Guerlinguetus ignitus (Gray, 1867) - caxinguelê, esquilo, serelepe
- Guerlinguetus ingrami (Thomas, 1901) - caxinguelê, esquilo, serelepe
- Guerlinguetus paoiae Moojen, 1942 - caxinguelê, esquilo, serelepe
- Microsciurus flaviventer (Gray, 1867) - quatipuruzinho-bigodeiro
- Sciurillus pusillus (Desmarest, 1817) - quatipuruzinho
- Urosciurus igniventris Wagner, 1842 - esquilo, quatipuru
- Urosciurus spadiceus Olfers, 1818 - esquilo, quatipuru

Família Cricetidae G. Fischer, 1817
- Abrawayaomys ruschii Souza Cunha & Cruz, 1979 - rato-do-mato
- Akodon azarae (J. Fischer, 1829) - rato-do-chão
- Akodon cursor (Winge, 1887) - rato-do-chão
- Akodon lindberghi Hershkovitz, 1990 - rato-do-chão
- Akodon montensis Thomas, 1913 - rato-do-chão
- Akodon mystax Hershkovitz, 1998 - rato-do-chão

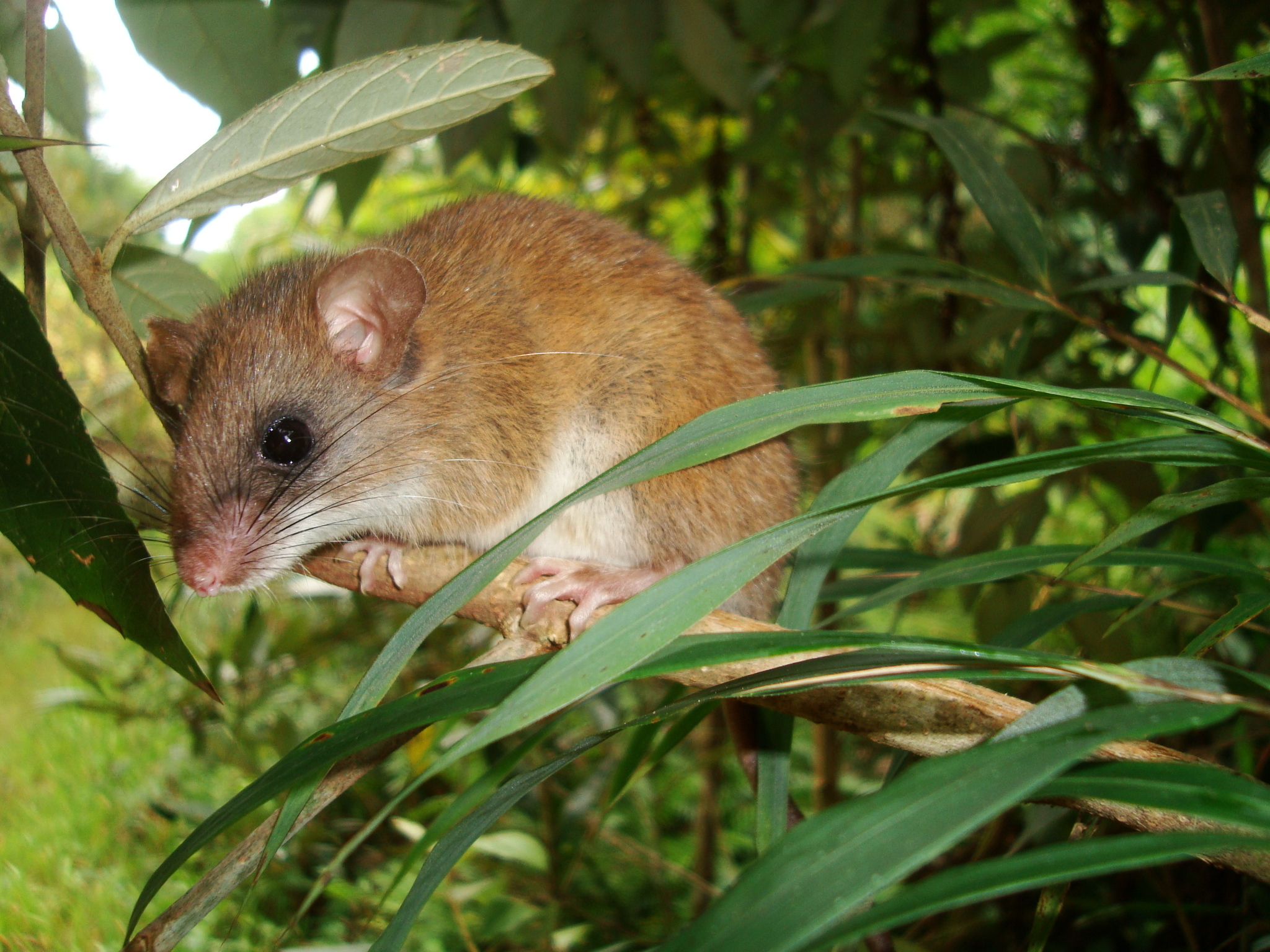
Drymoreomys albimaculatus

- Akodon paranaensis Christoff, Fagundes, Sbalqueiro, Mattevi & Yonenaga-Yassuda, 2000 - rato-do-chão
- Akodon reigi González, Langguth & de Oliveira, 1998 - rato-do-chão
- Akodon sanctipaulensis Hershkovitz, 1990 - rato-do-chão
- Akodon serrensis Thomas, 1902 - rato-do-chão
- Akodon toba Thomas, 1921 - rato-do-chão
- Bibimys labiosus (Winge, 1887) - rato-do-chão
- Blarinomys breviceps (Winge, 1887) - rato-do-mato
- Brucepattersonius griserufescens Hershkovitz, 1998 - rato-do-chão
- Brucepattersonius igniventris Hershkovitz, 1998 - rato-do-chão
- Brucepattersonius iheringi (Thomas, 1896) - rato-do-chão
- Brucepattersonius soricinus Hershkovitz, 1998 - rato-do-chão
- Calomys callidus (Thomas, 1916) - rato-do-mato
- Calomys callosus (Rengger, 1830) - rato-do-chão
- Calomys cerqueirai Bonvicino, Oliveira & Gentile, 2010 - rato-do-mato
- Calomys expulsus (Lund, 1841) - rato-do-mato
- Calomys laucha (G. Fischer, 1814) - rato-do-chão
- Calomys tener (Winge, 1887) - rato-do-chão
- Calomys tocantinsi Bonvicino, Lima & Almeida, 2003 - rato-do-chão
- Cerradomys goytaca Tavares, Pêssoa & Gonçalves, 2011 - rato-do-mato
- Cerradomys langguthi Percequillo, Hingst-Zaher & Bonvicino, 2008 - rato-do-mato
- Cerradomys maracajuensis (Langguth & Bonvicino, 2002) - rato-do-mato
- Cerradomys marinhus (Bonvicino, 2003) - rato-do-mato
- Cerradomys scotti (Langguth & Bonvicino, 2002) - rato-do-mato
- Cerradomys subflavus (Wagner, 1842) - rato-do-mato
- Cerradomys vivoi Percequillo, Hingst-Zaher & Bonvicino, 2008 - rato-do-mato
- Delomys dorsalis (Hensel, 1872) - rato-do-mato
- Delomys sublineatus (Thomas, 1903) - rato-do-mato
- Deltamys kempi Thomas, 1917 - rato-do-mato
- Drymoreomys albimaculatus Percequillo, Weksler & Costa, 2011 - rato-do-mato
- Euryoryzomys emmonsae (Musser, Carleton, Brothers & Gardner, 1998) - rato-do-mato
- Euryoryzomys lamia (Thomas, 1901) - rato-do-mato
- Euryoryzomys macconnelli (Thomas, 1910) - rato-do-mato
- Euryoryzomys nitidus (Thomas, 1884) - rato-do-mato
- Euryoryzomys russatus (Wagner, 1848) - rato-do-mato
- Gyldenstolpia fronto (Winge, 1887) - rato-do-mato
- Gyldenstolpia planaltensis (Ávila-Pires, 1972) - rato-do-mato
- Holochilus brasiliensis (Desmarest, 1819) - rato-d'água
- Holochilus chacarius Thomas, 1906 - rato-d'água
- Holochilus sciureus Wagner, 1842 - rato-d'água
- Holochilus vulpinus Brants, 1827 - rato-d'água
- Hylaeamys acritus (Emmons & Patton, 2005) - rato-do-mato
- Hylaeamys laticeps (Lund, 1840) - rato-do-mato
- Hylaeamys megacephalus (G. Fischer, 1814) - rato-do-mato
- Hylaeamys oniscus (Thomas, 1904) - rato-do-mato
- Hylaeamys perenensis (J. A. Allen, 1901) - rato-do-mato
- Hylaeamys yunganus (Thomas, 1902) - rato-do-mato
- Juliomys anoblepas (Winge, 1888) - (extinto)
- Juliomys ossitenuis Costa, Pavan, Leite & Fagundes, 2007 - rato-do-mato
- Juliomys pictipes Osgood, 1933 - rato-do-mato
- Juliomys rimofrons de Oliveira & Bonvicino, 2002 - rato-do-mato
- Juscelinomys candango Moojen, 1965 - rato-do-mato
- Kunsia tomentosus (Lichtenstein, 1830) - rato-do-mato
- Lundomys molitor (Winge, 1887) - rato-do-mato
- Microakodontomys transitorius Hershkovitz, 1993 - rato-do-mato
- Neacomys dubosti Voss, Lunde & Simmons, 2001 - rato-espinhoso
- Neacomys guianae Thomas, 1905 - rato-espinhoso
- Neacomys minutus Patton, da Silva & Malcolm, 2000 - rato-espinhoso
- Neacomys musseri Patton, da Silva & Malcolm, 2000 - rato-espinhoso
- Neacomys paracou Voss, Lunde & Simmons, 2001 - rato-espinhoso
- Neacomys spinosus (Thomas, 1882) - rato-espinhoso
- Necromys lasiurus (Lund, 1841) - rato-do-mato
- Necromys urichi (J.A.Allen & Chapman, 1897) - rato-do-mato
- Nectomys apicalis Peters, 1861 - rato-d'água
- Nectomys rattus (Pelzeln, 1883) - rato-d'água
- Nectomys squamipes (Brants, 1827) - rato-d'água
- Neusticomys ferreirai Percequillo, Carmignotto & Silva, 2005 - rato-d'água
- Neusticomys oyapocki (Dubost & Petter, 1978) - rato-d'água
- †Noronhomys vespuccii Carleton & Olson, 1999 - rato-de-noronha
- Oecomys auyantepui Tate, 1939 - rato-da-árvore
- Oecomys bicolor (Tomes, 1860) - rato-da-árvore
- Oecomys catherinae Thomas, 1909 - rato-da-árvore
- Oecomys cleberi Locks, 1981 - rato-da-árvore
- Oecomys concolor (Wagner, 1845) - rato-da-árvore
- Oecomys mamorae (Thomas, 1906) - rato-da-árvore
- Oecomys paricola (Thomas, 1904) - rato-da-árvore
- Oecomys rex Thomas, 1910 - rato-da-árvore
- Oecomys roberti (Thomas, 1904) - rato-da-árvore
- Oecomys rutilus Anthony, 1921 - rato-da-árvore
- Oecomys superans Thomas, 1911 - rato-da-árvore
- Oecomys trinitatis (J. A. Allen & Chapman, 1893) - rato-da-árvore
- Oligoryzomys chacoensis (Myers & Carleton, 1981) - rato-do-mato
- Oligoryzomys flavescens (Waterhouse, 1837) - rato-do-mato
- Oligoryzomys fornesi (Massoia, 1973) - rato-do-mato
- Oligoryzomys fulvescens (Saussure, 1860) - rato-do-mato
- Oligoryzomys microtis (J. A. Allen, 1916) - rato-do-mato
- Oligoryzomys moojeni Weksler & Bonvicino, 2005 - rato-do-mato
- Oligoryzomys nigripes (Olfers, 1818) - rato-do-mato
- Oligoryzomys rupestris Weksler & Bonvicino, 2005 - rato-do-mato
- Oligoryzomys stramineus Bonvicino & Weksler, 1998 - rato-do-mato
- Oxymycterus amazonicus Hershkovitz, 1994  - rato-do-brejo
- Oxymycterus caparoae Hershkovitz, 1998  - rato-do-brejo
- Oxymycterus dasytrichus (Schinz, 1821)  - rato-do-brejo
- Oxymycterus delator Thomas, 1903  - rato-do-brejo
- Oxymycterus inca Thomas, 1900  - rato-do-brejo
- Oxymycterus judex Thomas, 1909  - rato-do-brejo
- Oxymycterus nasutus (Waterhouse, 1837)  - rato-do-brejo
- Oxymycterus quaestor Thomas, 1903  - rato-do-brejo
- Oxymycterus rufus (J. Fischer, 1814)  - rato-do-brejo
- Phaenomys ferrugineus (Thomas, 1894) - rato-ferrugíneo
- Podoxymys roraimae Anthony, 1929 - rato-do-mato
- Pseudoryzomys simplex (Winge, 1887) - rato-do-mato
- Reithrodon typicus Waterhouse, 1837 - rato-do-mato
- Rhagomys rufescens (Thomas, 1886) - rato-vermelho
- Rhipidomys cariri Tribe, 2005 - rato-da-árvore
- Rhipidomys emiliae (J.A.Allen, 1916) - rato-da-árvore
- Rhipidomys gardneri Patton, da Silva & Malcolm, 2000 - rato-da-árvore
- Rhipidomus ipukensis Rocha, Costa & Costa, 2011 - rato-da-árvore
- Rhipidomys itoan Costa, Geise, Pereira & Costa, 2011 - rato-da-árvore
- Rhipidomys leucodactylus (Tschudi, 1844) - rato-da-árvore
- Rhipidomys macconnelli de Winton, 1900 - rato-da-árvore
- Rhipidomys macrurus (Gervais, 1855) - rato-da-árvore
- Rhipidomys mastacalis (Lund, 1840) - rato-da-árvore
- Rhipidomys nitela Thomas, 1901 - rato-da-árvore
- Rhipidomys tribei Coasta, Geise, Pereira & Costa, 2011 - rato-da-árvore
- Rhipidomys wetzeli Gardner, 1989  - rato-da-árvore
- Scapteromys tumidus (Waterhouse, 1837) - rato-d'água
- Scolomys ucayalensis Pacheco, 1991 - rato-do-mato
- Sigmodon alstoni (Thomas, 1881) - rato-do-mato
- Sooretamys angouya (G. Fisher, 1814) - rato-do-mato
- Thalpomys cerradensis Hershkovitz, 1990 - rato-do-chão
- Thalpomys lasiotis Thomas, 1916 - rato-do-chão
- Thaptomys nigrita (Lichtenstein, 1829) - rato-do-chão
- Wiedomys cerradensis Gonçalves, Almeida & Bonvicino, 2005 - rato-do-mato
- Wiedomys pyrrhorhinos (Wied-Neuwied, 1821) - rato-de-fava
- Wilfredomys oenax (Thomas, 1928) - rato-do-mato
- Zygodontomys brevicauda (J. A. Allen & Chapman, 1893) - rato-do-mato

Família Ctenomyidae Lesson, 1842
- Ctenomys boliviensis Waterhouse, 1848 - tuco-tuco
- Ctenomys brasiliensis de Blainville, 1826 - tuco-tuco
- Ctenomys flamarioni Travi, 1981 - tuco-tuco
- Ctenomys lami Freitas, 2001 - tuco-tuco
- Ctenomys minutus Nehring, 1887 - tuco-tuco
- Ctenomys nattereri Wagler, 1848 - tuco-tuco
- Ctenomys torquatus Lichtenstein, 1830 - tuco-tuco

Família Dinomyidae Peters, 1873
- Dinomys branickii Peters, 1873 - pacarana

Família Caviidae G. Fischer, 1817
- Cavia aperea Erxleben, 1777 - preá
- Cavia fulgida Wagler, 1831 - preá
- Cavia intermedia Cherem, Olimpio & Ximenez, 1999 - preá
- Cavia magna Ximenez, 1980 - preá
- Galea flavidens (Brandt, 1835) - preá
- Galea spixii (Wagler, 1831) - preá

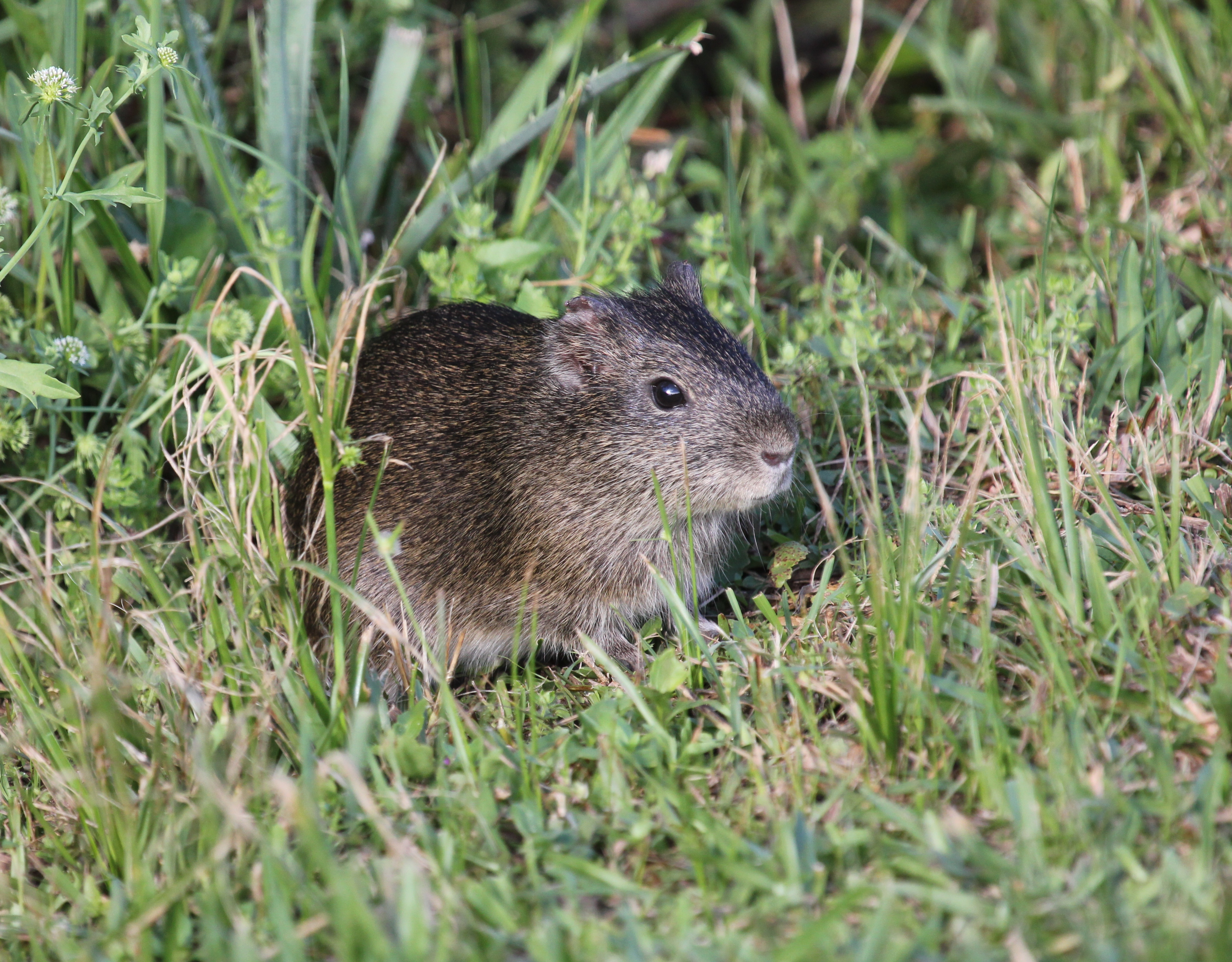
Cavia aperea

- Hydrochaeris hydrochaeris (Linnaeus, 1766) – capivara
- Kerodon acrobata Moojen, Locks & Langguth, 1997 - mocó
- Kerodon rupestris (Wied-Neuwied, 1820) - mocó

Família Dasyproctidae Bonaparte, 1838
- Dasyprocta aurea Cope, 1889 - cutia
- Dasyprocta azarae Lichtenstein, 1823 - cutia
- Dasyprocta catrinae - (Thomas, 1917) - cutia
- Dasyprocta croconota Wagler, 1831 - cutia
- Dasyprocta fuliginosa Wagler, 1832 - cutia
- Dasyprocta leporina (Linnaeus, 1758) - cutia
- Dasyprocta nigriclunis Osgood, 1916 - cutia
- Dasyprocta prymnolopha Wagler, 1831 - cutia
- Dasyprocta variegata Tschudi, 1844 - cutia
- Myoprocta acouchy (Erxleben, 1777) - cutiara
- Myoprocta pratti Pocock, 1913 - cutiara

Família Cuniculidae Miller & Gidley, 1918
- Cuniculus paca (Linnaeus, 1766) – paca

Família Echimyidae Gray, 1825

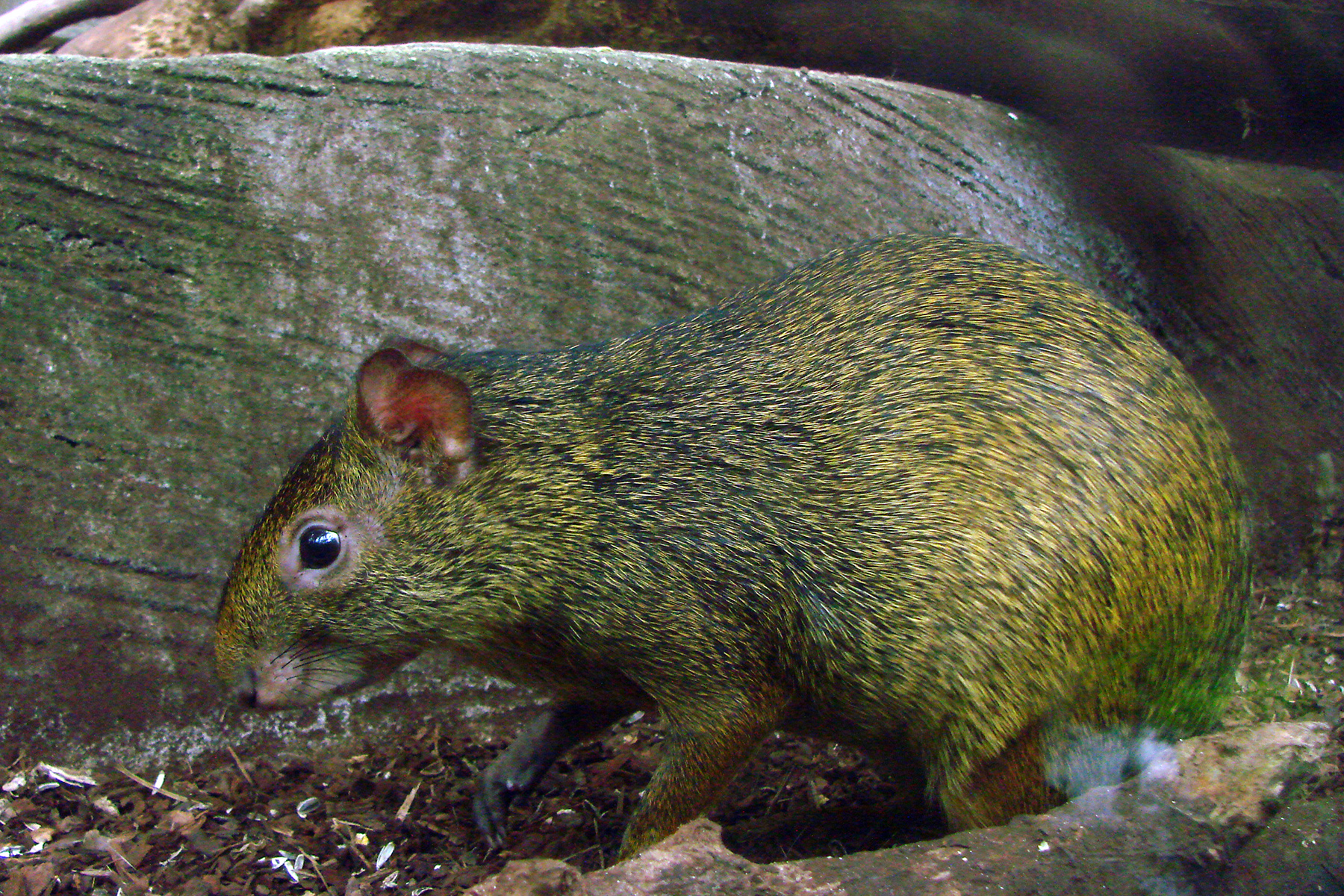
Dasyprocta azarae

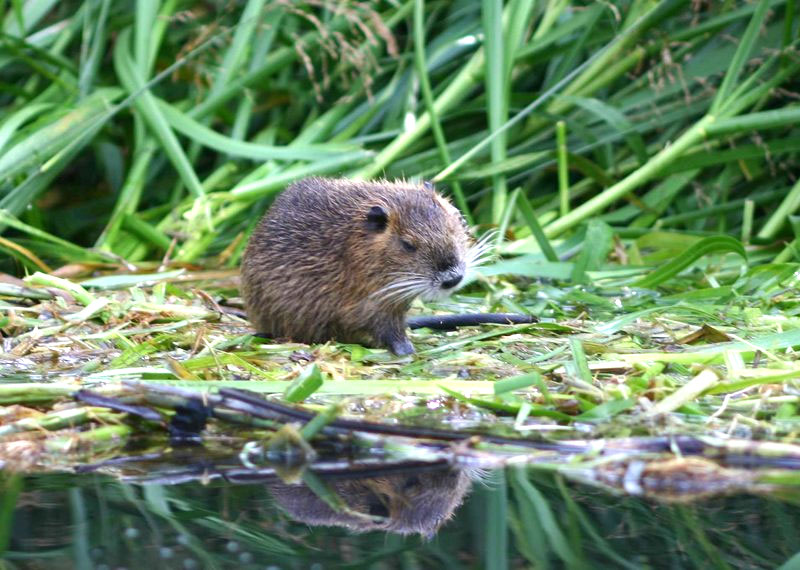
Myocastor coypus

- Callistomys pictus (Pictet, 1841) - rato-do-cacau, sarué-beju
- Carterodon sulcidens (Lund, 1841) - rato-do-mato
- Clyomys laticeps (Thomas, 1909) - rato-de-espinho
- Dactylomys boliviensis Anthony, 1920 - rato-do-bambu, toró
- Dactylomys dactylinus (Desmarest, 1817) - rato-do-bambu, toró
- Echimys chrysurus (Zimmermann, 1780) - rato-da-árvore
- Echimys vieirai Iack-Ximenes, Vivo & Percequilo, 2005 - rato-da-árvore
- Euryzygomatomys spinosus (G. Fischer, 1814) - guirá
- Isothrix bistriata Wagner, 1845 - rato-coró
- Isothrix negrensis Thomas, 1920 - rato-coró
- Isothrix pagurus Wagner, 1845 - rato-coró
- Kannabateomys amblyonyx (Wagner, 1845) - rato-da-taquara
- Lonchothrix emiliae Thomas, 1920 - rato-de-espinho
- Makalata didelphoides (Desmarest, 1817) - rato-coró
- Makalata macrura (Wagner, 1842) - rato-coró
- Makalata obscura (Wagner, 1840) - rato-coró
- Mesomys hispidus (Desmarest, 1817) - rato-de-espinho
- Mesomys occultus Patton, da Silva & Malcolm, 2000 - rato-de-espinho
- Mesomys stimulax Thomas, 1911 - rato-de-espinho
- Myocastor coypus (Molina, 1782) – ratão-do-banhado, nutria
- Phyllomys blainvilii (F. Cuvier, 1837) - rato-da-árvore
- Phyllomys brasiliensis Lund, 1840 - rato-da-árvore
- Phyllomys dasythrix Hensel, 1872 - rato-da-árvore
- Phyllomys kerri (Moojen, 1950) - rato-da-árvore
- Phyllomys lamarum (Thomas, 1916) - rato-da-árvore
- Phyllomys lundi Leite, 2003 - rato-da-árvore
- Phyllomys mantiqueirensis Leite, 2003 - rato-da-árvore
- Phyllomys medius (Thomas, 1909) - rato-da-árvore
- Phyllomys nigrispinus (Wagner, 1842) - rato-da-árvore
- Phyllomys pattoni Emmons, Leite, Kock & Costa, 2002 - rato-da-árvore
- Phyllomys sulinus Leite, Christoff & Fagundes, 2008 - rato-da-árvore
- Phyllomys thomasi (Ihering, 1871) - rato-da-árvore
- Phyllomys unicolor (Wagner, 1842) - rato-da-árvore
- Proechimys brevicauda (Günther, 1877) - rato-de-espinho
- Proechimys cuvieri Petter, 1978 - rato-de-espinho
- Proechimys echinothrix da Silva, 1998 - rato-de-espinho
- Proechimys gardneri da Silva, 1998 - rato-de-espinho
- Proechimys goeldii Thomas, 1905 - rato-de-espinho
- Proechimys guyannensis (É. Geoffroy, 1803} - rato-de-espinho
- Proechimys hoplomyoides (Tate, 1939) - rato-de-espinho
- Proechimys kulinae da Silva, 1998 - rato-de-espinho
- Proechimys longicaudatus (Rengger, 1830) - rato-de-espinho
- Proechimys pattoni da Silva, 1998 - rato-de-espinho
- Proechimys quadruplicatus Hershkovitz, 1948 - rato-de-espinho
- Proechimys roberti Thomas, 1901 - rato-de-espinho
- Proechimys simonsi Thomas, 1900 - rato-de-espinho
- Proechimys steerei Goldman, 1911 - rato-de-espinho
- Thrichomys apereoides (Lund, 1839) - punaré, rabudo
- Thrichomys inermis (Pictet, 1841) - punaré, rabudo
- Thrichomys laurentius (Thomas, 1904) - punaré, rabudo
- Thrichomys pachyurus (Wagner, 1845) - punaré, rabudo
- Toromys grandis (Wagner, 1845) - rato-da-árvore
- Trinomys albispinus (I. Geoffroy, 1838) - rato-de-espinho
- Trinomys bonafidei (Moojen, 1848) - rato-de-espinho
- Trinomys dimidiatus (Günther, 1877) - rato-de-espinho
- Trinomys elegans (Lund, 1841) - rato-de-espinho
- Trinomys eliasi Pessôa & Reis, 1993 - rato-de-espinho
- Trinomys iheringi Thomas, 1911 - rato-de-espinho
- Trinomys minor (Reis & Pêssoa, 1995) - rato-de-espinho
- Trinomys mirapitanga Lara, Patton & Hingst-Zaher, 2002 - rato-de-espinho
- Trinomys moojeni Pessôa, Oliveira & Reis, 1992 - rato-de-espinho
- Trinomys panema (Moojen, 1948) - rato-de-espinho
- Trinomys paratus Moojen, 1948 - rato-de-espinho
- Trinomys setosus (Desmarest, 1817) - rato-de-espinho
- Trinomys yonenagae Rocha, 1995 - rato-de-espinho

Família Erethizontidae Bonaparte, 1845
- Chaetomys subspinosus (Olfers, 1818) - ouriço-preto
- Coendou insidiosus (Lichtenstein, 1818) - ouriço-cacheiro
- Coendou melanurus (Wagner, 1842) - ouriço-cacheiro
- Coendou nycthemera (Olfers, 1818) - ouriço-cacheiro
- Coendou prehensilis (Linnaeus, 1758) - ouriço-cacheiro
- Coendou roosmalenorum Voss & da Silva, 2001 - ouriço-cacheiro

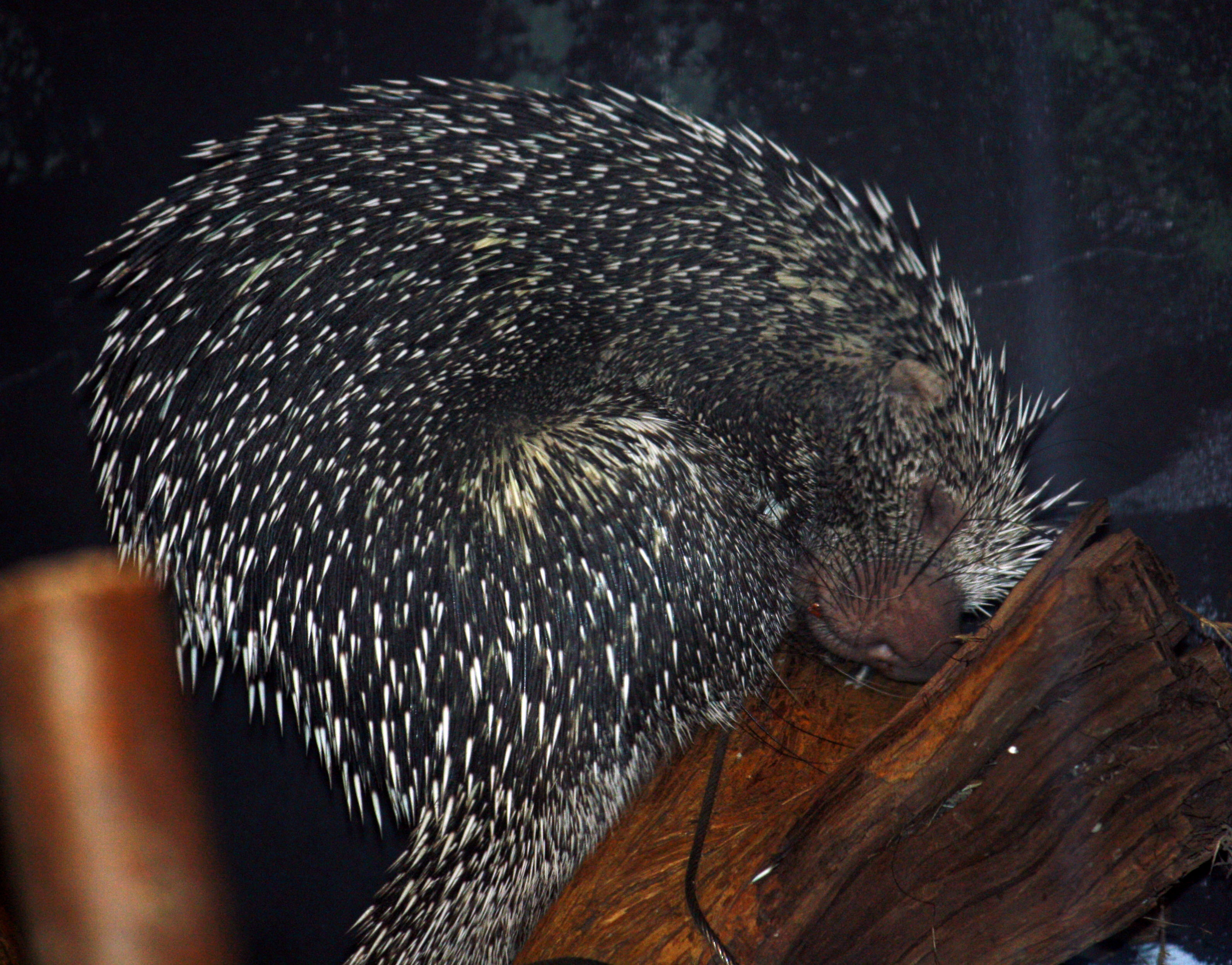
Coendou prehensilis

- Coendou speratus Pontes, Gadelha, Melo, Sá, Loss, Caldara, Costa & Leite, 2013 - coandu-mirim
- Coendou spinosus (F. Cuvier, 1823) - ouriço-cacheiro

## Espécies estabelecidas
Família Suidae Gray, 1821
- Sus scrofa Linnaeus, 1758 – javali, porco-monteiro, porco-alongado

Família Cervidae Goldfuss,1820
- Axis axis Erxleben, 1777 - cervo-chital, axis, veado-axis, chital

Família Bovidae Gray, 1821
- Bubalus bubalis (Linnaeus, 1758) - búfalo

Família Muridae Illiger, 1811
- Rattus norvegicus (Berkenhout, 1769) - ratazana
- Rattus rattus (Linnaeus, 1758) - rato, rato-preto, rato-do-telhado
- Mus musculus Linnaeus, 1758 - camundongo

Família Leporidae Fischer, 1817
- Lepus europaeus Pallas, 1778 - lebre-comum

## Outras bibliografias
- Costa, L.P. et. al. (2005). Mammal Conservation in Brazil. Conservation Biology 19(3): 672-679.
- MMA - Lista Nacional das Espécies da Fauna Brasileira Ameaçadas de Extinção - Mamíferos
- WILSON, D. E.; REEDER, D. M. (Eds.) (2005). Mammal Species of the World: A Taxonomic and Geographic Reference. 3ª edição. Baltimore: Johns Hopkins University Press. 2 v., 2.142 p.